# Saarlouis
Saarlouis ([zaːrˈlʊɪ], ⓘ, französisch Sarrelouis [saʁlwi]; zwischen 1793 und 1810 Sarre-Libre, von 1936 bis 1945 Saarlautern, ⓘ) ist mit rund 37.000 Einwohnern die fünftgrößte Stadt im Saarland. Die Stadt ist Verwaltungssitz des Landkreises Saarlouis und gilt als Schul- und Handelszentrum. Wirtschaftlicher Schwerpunkt ist die Automobilindustrie.

## Geographie

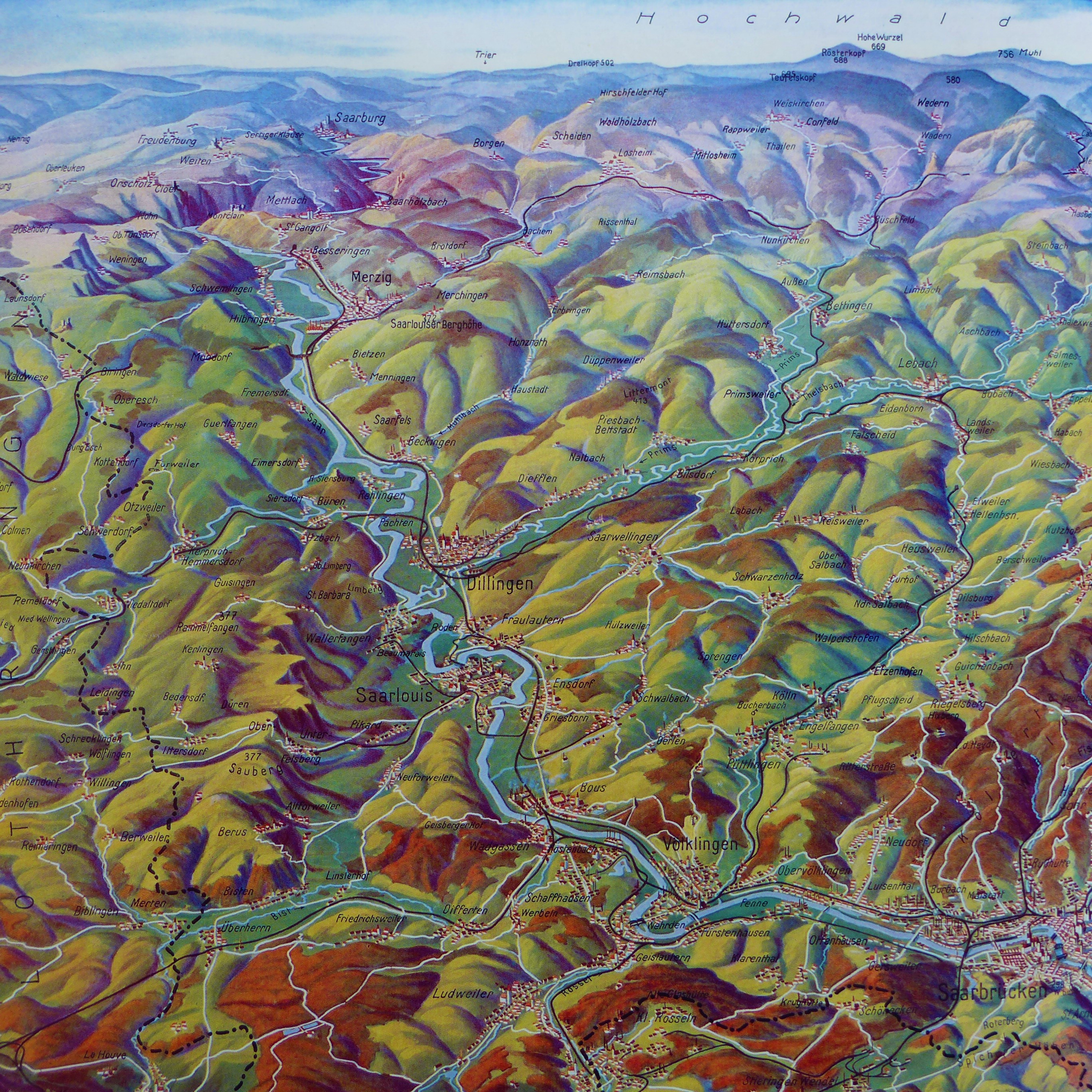
Lage von Saarlouis an der mittleren Saar, Panoramakarte „Die Deutsche Saar“ zur Rückgliederung von Saarlouis an das Deutsche Reich 1935

Saarlouis liegt geographisch in einem Abschnitt des mittleren Saartales, in dem der Fluss durch Erosion des mürben Sandsteines und von Sanden des Mittleren Buntsandsteines an der Grenze des Saarländisch-Lothringischen Stufenlandes und des Saar-Nahe-Berglandes ein weiträumiges ovales Becken geschaffen hatte, das nach Osten in einer diluvialen Terrassentreppe ansteigt und im Westen von der markanten Schichtstufe des Oberen Buntsandsteines begrenzt wird. Die Nord-Süd-Ausdehnung des Saarlouiser Beckens beträgt rund 15 km, die West-Ost-Ausdehnung weist 9 km auf. Der Große Markt mit der Ludwigskirche bildet in etwa das Zentrum des Saarlouiser Beckens und liegt ganz auf der Niederterrasse der Saar in einer Höhe von ca. 181 m über Normalhöhennull. Der Nivellierungspunkt am Kirchenportal, der in preußischer Zeit im Jahr 1894 nach der Schleifung der Festungsanlagen angebracht wurde, markiert eine Höhe von 180,82 m über NN.

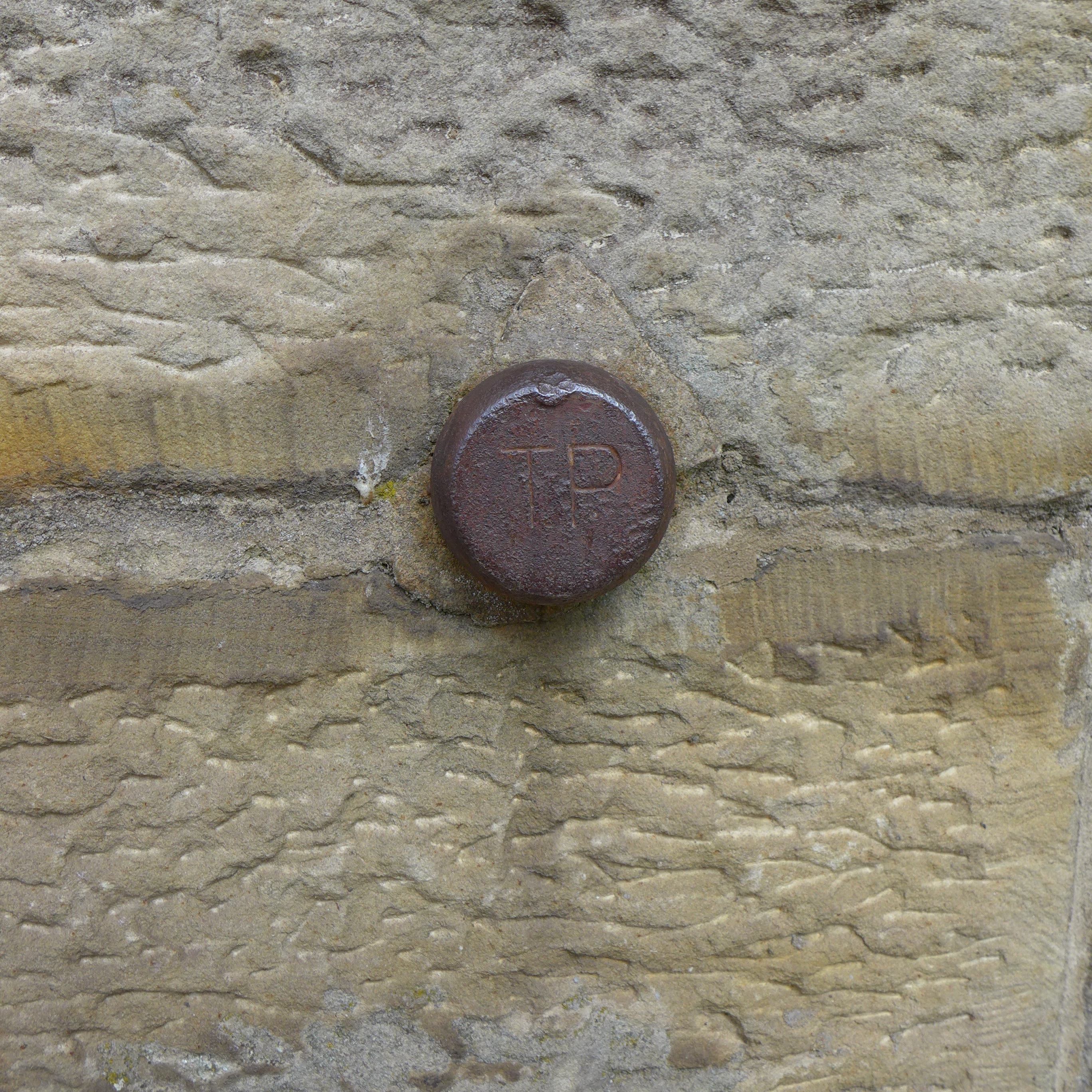
Nivellierungspunkt an der Kirche St. Ludwig (Saarlouis) aus dem Jahr 1894; „TP“ bedeutet Triangulationspunkt

In dieses Ausraumbecken hatte sich die Saar um ca. 8–10 m tief eingeschnitten und später durch seitliche Ufererosion und Aufschüttung eine breite versumpfte Flussaue mit mehreren Flussarmen, Altwassern, Uferwällen und kleinen Becken geschaffen. Zur Zeit vor der Gründung der Stadt Saarlouis war das Gelände der heutigen Innenstadt von einem permanent nassen, zeitweilig auch überstauten, sumpfigen Bruchwald aus überwiegend Eichen und Erlen bewachsen. Diese natürliche Vegetation wurde durch künstlich angelegte Wiesen und Felder unterbrochen, die landwirtschaftlich genutzt wurden. Die Saar floss in mäandrierenden Schleifen durch das Tal. Bereits bei einer Wasserhöhe von 6,60 m über dem normalen Wasserstand standen die Gemarkungen der Lisdorfer Au und die der Fliesen unter Wasser.
Diese Geländekonstellation bot ausgezeichnete Bedingungen zum Bau einer Überschwemmungsfestung. Die ausgedehnte, leicht künstlich zu überschwemmende Talaue bot Schutz gegen unmittelbare Angriffe, während die umgebenden Höhenzüge so weit vom künftigen Stadtzentrum entfernt lagen, dass nach damaliger Militärtechnik kein Geschützfeuer von den Höhen in die Stadt hineingelenkt werden konnte. Durch das Gebiet führte entlang der Saar ein damals bedeutender Handelsweg, die Flandrisch-Lampartische Straße, die man durch die Anlage der Festung kontrollieren konnte. Ebenso garantierte die Lage eine gute militärtechnische Verbindung ins französische Hinterland.
Die Saar sorgte im Laufe der Stadtgeschichte immer wieder für verheerende Überschwemmungen, die erst durch die Abtrennung des Flusses von der Innenstadt und seine Verlegung in Richtung des Ortes Roden verhindert werden konnten. Dadurch kam es allerdings im Gebiet des Stadtzentrums zu Grundwasserabsenkungen, die den Untergrund der Stadt aus Mergel, Ton und Sandmassen in seiner tragenden Struktur schwächten und Gebäude schädigten.

### Stadtgliederung
Zu Saarlouis gehören die Stadtteile:
- Beaumarais (eingemeindet 1936)
- Fraulautern (eingemeindet 1936)
- Lisdorf (eingemeindet 1936)
- Neuforweiler (eingemeindet 1970)
- Picard (eingemeindet 1936)
- Roden (eingemeindet 1907)
- Steinrausch (seit 1972 ein eigener Stadtteil)

### Nachbargemeinden
Die Kreisstadt Saarlouis grenzt im Uhrzeigersinn an folgende Gemeinden:
- Stadt Dillingen/Saar im Norden
- Gemeinde Saarwellingen im Nordosten
- Gemeinde Schwalbach im Osten
- Gemeinde Ensdorf im Osten
- Gemeinde Bous im Südosten
- Gemeinde Wadgassen im Süden
- Gemeinde Überherrn im Südwesten
- Gemeinde Wallerfangen im Westen

Die Kernstadt Saarlouis ist im Uhrzeigersinn von folgenden Stadtteilen umgeben: Roden, Fraulautern, Lisdorf, Picard und Beaumarais.

Niederschläge pro Monat

### Klima
Der Jahresniederschlag beträgt 717 mm. Der trockenste Monat ist der April. Am meisten regnet es im Dezember. 44 % der Messorte des Deutschen Wetterdienstes zeigen niedrigere Werte an; der Niederschlag liegt somit im mittleren Drittel. Die jahreszeitlichen Niederschlagschwankungen liegen im unteren Zehntel. In 1 % aller Orte schwankt der monatliche Niederschlag weniger.

## Geschichte

### Gründung

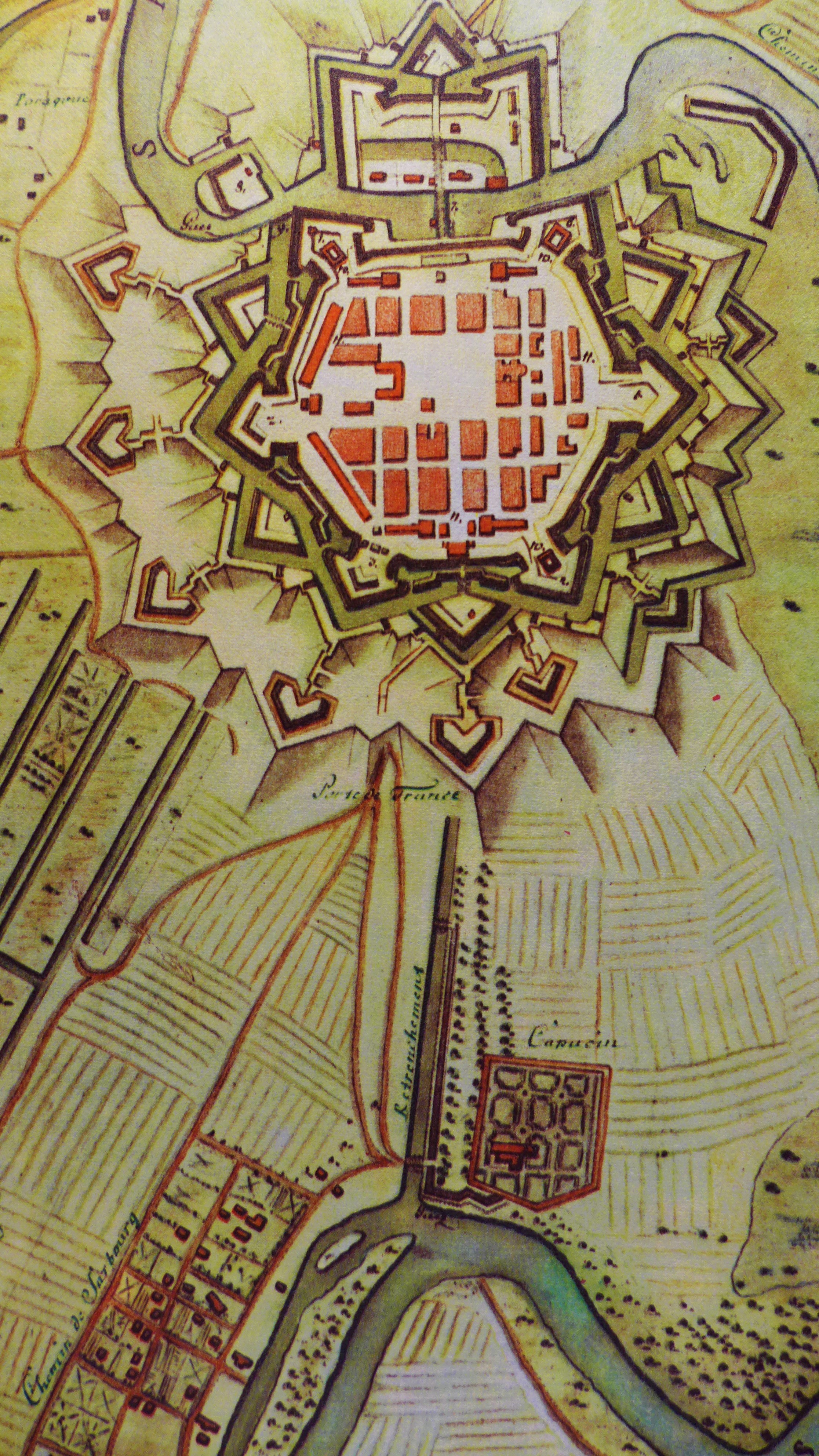
„Plan de Sarlouis et de la Situation“, Karte der Festung und ihrer Umgebung um 1740 (Stadtarchiv Saarlouis)

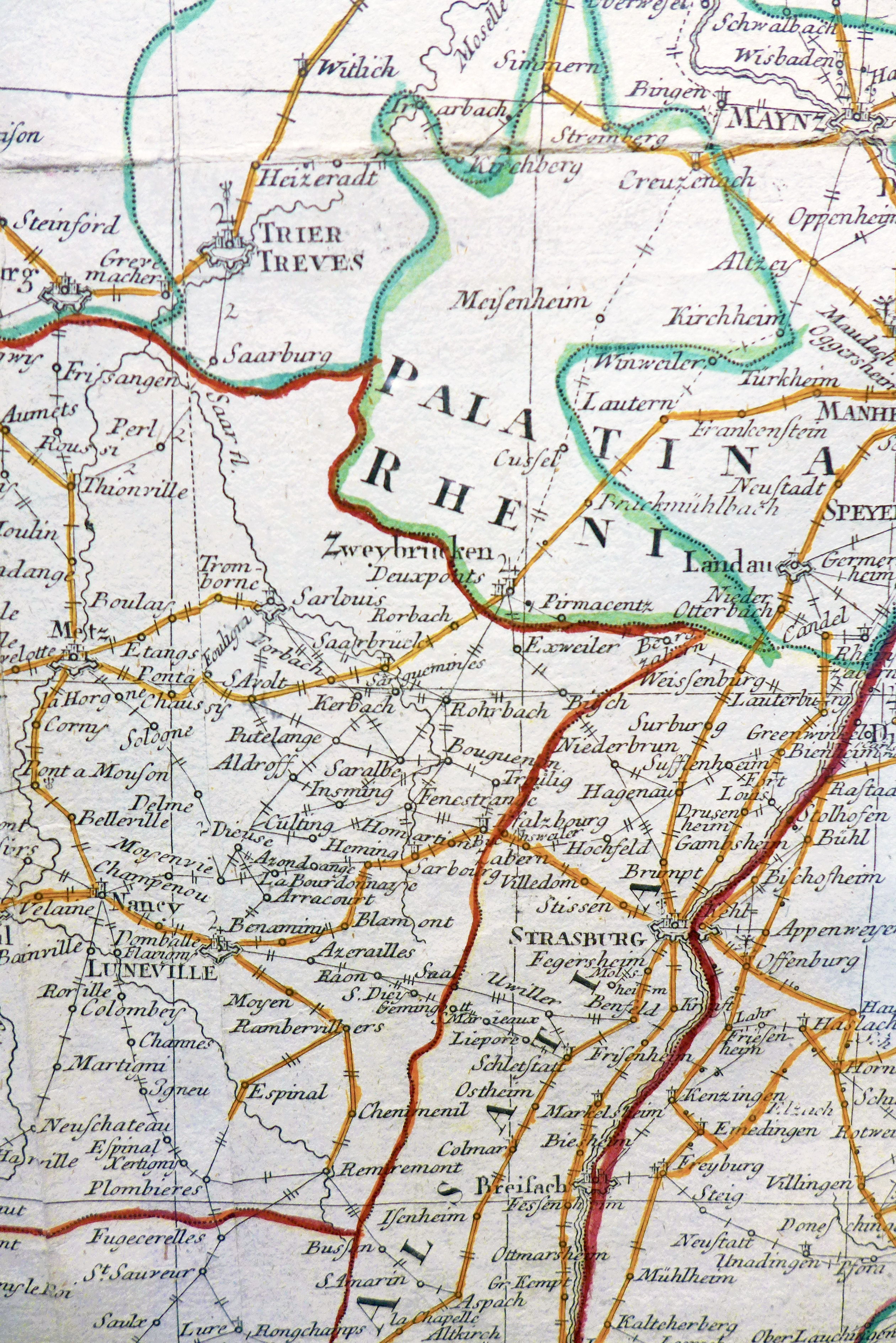
Infrastrukturelle Anbindung der Stadt Saarlouis über Postrouten im Jahr 1786

Das Herzogtum Lothringen war ab 1670 von Frankreich militärisch besetzt. Daran änderte auch der Friede von Nimwegen 1679 nichts. Ein Jahr später, 1680, ließ der französische König Ludwig XIV. (Louis XIV) zum Schutz der französischen Ostgrenze die Festungsstadt Saarlouis (ursprünglicher Name: Sarre-Louis) errichten. Ähnlich wie die Festungsstadt Metz den Übergang über die Mosel beherrschte, sicherte Saarlouis nun den Übergang über die Saar.  Der französische Baumeister Sébastien Le Prestre de Vauban entwarf die Festungsstadt an der Saar symmetrisch in Sternform mit sechs Bastionen, die zur Aufstellung von Kanonen dienten. Die Pläne hierzu stammten von Thomas de Choisy. Ein wichtiges Element der Verteidigungsanlagen ist der pont-écluse (Schleusenbrücke). Durch ihn konnte im Verteidigungsfall nach dem Prinzip einer Inundationsfestung (Überschwemmungsfestung) die durch die Stadt fließende Saar mittels eingelegter Balken aufgestaut werden, um so das Umland zu überfluten. Dadurch sollte es einem Belagerer erschwert werden, Kanonen an die Stadt heranzubringen sowie Erdwerke und Laufgräben anzulegen.
Nach der Gründung der Stadt Saarlouis wurden die Einwohner der befestigten lothringischen Stadt Wallerfangen (franz. Vaudrevange) in den Jahren 1687/88 zwangsweise in die neue Stadt umgesiedelt. Im Zuge dessen wurden auch die meisten Gebäude in Wallerfangen abgetragen, um Baumaterial für die Häuser in Saarlouis zu gewinnen. Wallerfangen entwickelte sich zu einer aus wenigen Einzelgehöften bestehenden Siedlung zurück. Ursprünglich war von den Festungsbauingenieuren angedacht gewesen, Wallerfangen als Festung auszubauen, doch der nahegelegene Limberg hätte im Kriegsfall die Gefahr einer möglichen Beschießung der Stadt von oben ermöglicht. Somit wurde Wallerfangen als Festung aufgegeben und die neue Festung in ausreichender Beschussdistanz zum Limberg am heutigen Standort von Saarlouis angelegt.
Im Zusammenhang mit der Errichtung der Stadt entstanden im Umland einige neue Siedlungen, beispielsweise Beaumarais, Picard, Bourg-Dauphin (heute Neuforweiler) und Felsberg (Steinbrüche). Auch die Geschichte der Dillinger Hütte ist geprägt von der Entwicklung der Festung, insbesondere von dem Bedarf an Eisenwaren während des Aufbaus.
Die Stadt Saarlouis sollte fortan als Hauptstadt der neugeschaffenen Province de la Sarre (Saarprovinz) fungieren. Im Jahr 1683 verlieh Ludwig XIV. Saarlouis bei einem Besuch das Stadtwappen mit der aufgehenden Sonne und den drei bourbonischen Lilien. Der Wappenspruch lautet Dissipat Atque Fovet: Sie (die Sonne) zerstreut (die Wolken) und erwärmt (die Erde).
Das Baugelände der Festung Saarlouis war laut dem Lisdorfer Weistum von 1458 ursprünglich Besitz der Prämonstratenserabtei Wadgassen. Innerhalb des heutigen Innenstadtgebietes hatten zwar die Abtei Fraulautern und einige Bürger der damaligen Stadt Wallerfangen freie Güter, doch unterstanden diese der Oberherrlichkeit (nicht der Grundherrschaft) der Abtei Wadgassen. Wadgassen verfügte somit über die Hochgerichtsbarkeit, das Jagdrecht und andere Regalien. Mit dem Festungsbau musste Wadgassen das Gebiet an den französischen König abtreten.
Siehe auch:

### Festungsanlagen

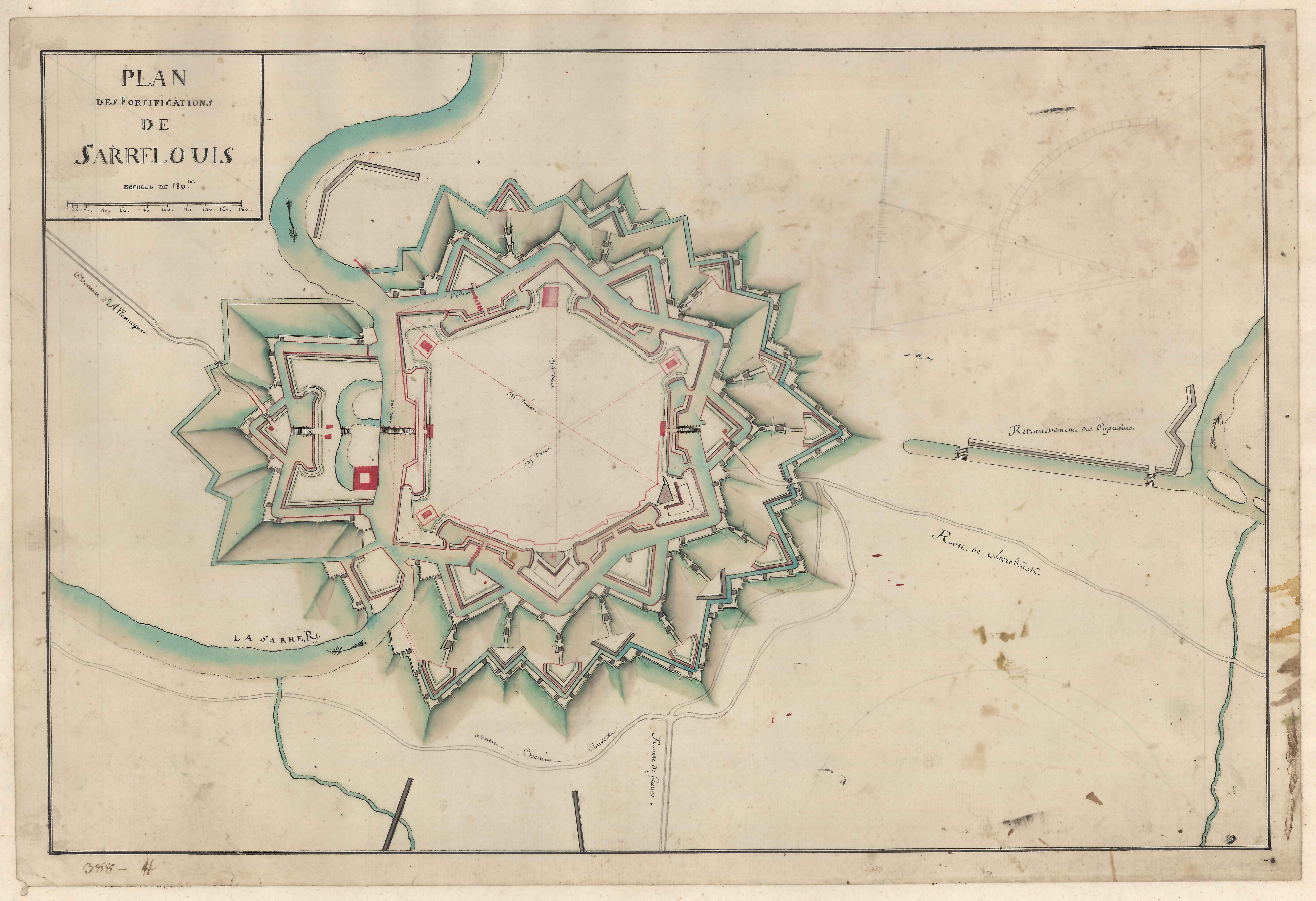
Festung Saarlouis (ca. 1750)

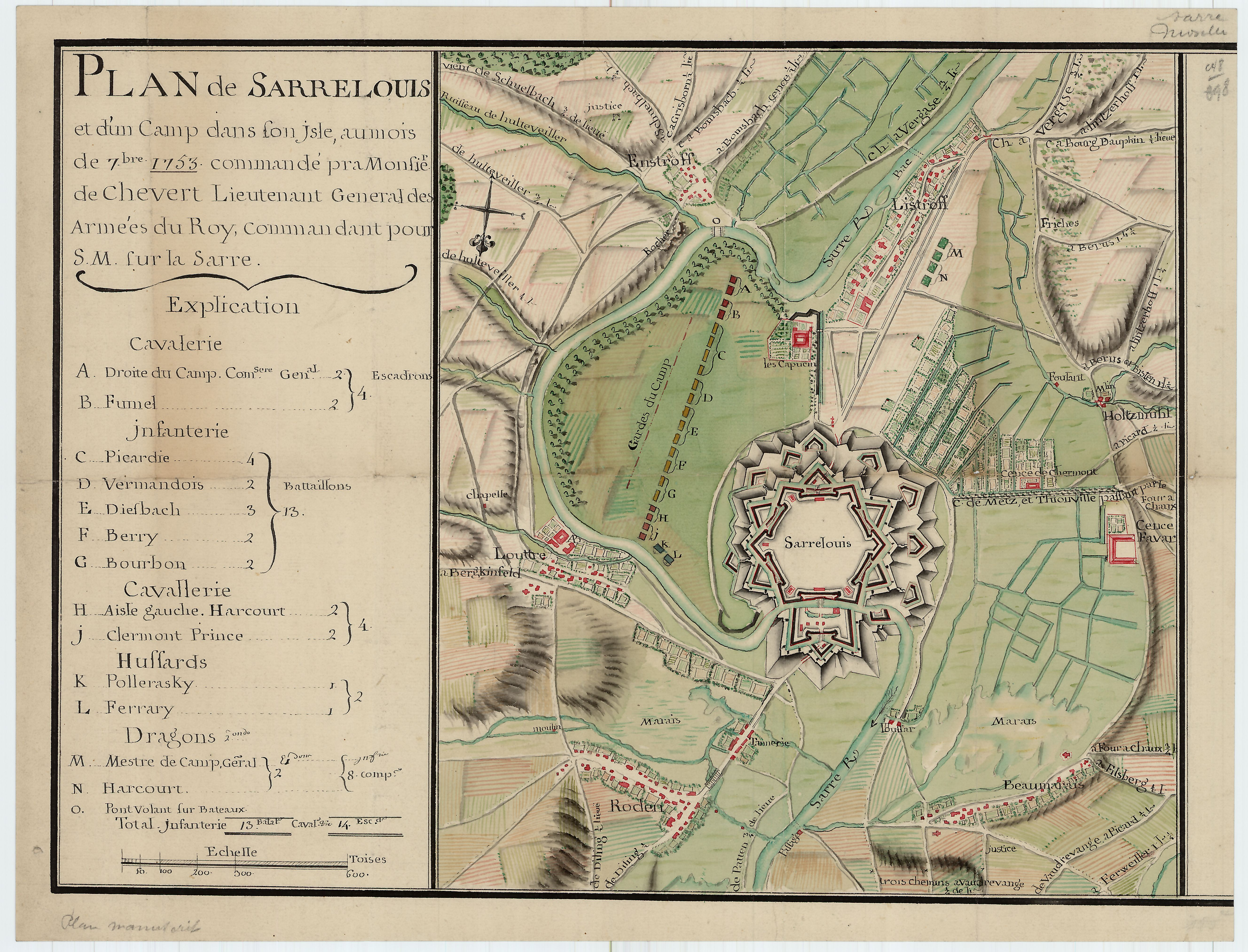
Festung Saarlouis mit Aufmarschgebiet 1753

Die ehemalige Festung Saarlouis bestimmt auch heute noch den sechseckigen Grundriss der Innenstadt. Neben den Bauwerken von Vauban finden sich auch noch einige Anlagen, die nach dem Abzug der Franzosen von den Preußen ab 1816 unter der Gesamtleitung des Generalmajors Gustav von Rauch, des Generalinspekteurs aller preußischen Festungen, angelegt wurden.
Ab 1887 wurde die Festung geschleift, dennoch finden sich im Norden der Innenstadt Wälle und Gräben der Festung. Die Wälle werden heute unter dem Namen Kasematten von der Gastronomie genutzt, während die wassergefüllten Gräben in die städtischen Grünanlagen integriert wurden. Auf der Vauban-Insel, einem ehemaligen Demi-lune, befinden sich heute die Denkmäler für Marschall Ney und den Soldaten Lacroix. Die Straße Fort Rauch erinnert an den Festungsausbau ab 1816 unter der Gesamtleitung des späteren preußischen Kriegsministers von Rauch.
Im Innenstadtbereich befinden sich eine Reihe von ehemaligen Kasernen, die heute unter anderem als Museum und Einkaufszentrum genutzt werden. Die sogenannte Vauban-Kaserne von 1680 ist die älteste ihrer Art.
Die ebenfalls von Vauban erbaute und im Elsass gelegene Festungsstadt Neuf-Brisach (Neubreisach) weist in Konstruktion und Lage hohe Ähnlichkeiten mit Saarlouis auf und ist bis heute größtenteils in ihrem Originalzustand erhalten.

### Zwischen Lothringen und Frankreich
Im Jahr 1697 erlangte Lothringen seine Souveränität zurück, Saarlouis blieb jedoch französische Exklave.
Anlässlich des Todes des französischen Königs und Stadtgründers von Saarlouis, Ludwig XIV., am 1. September 1715 in Versailles, veranstaltete man in der Saarlouiser Pfarrkirche St. Ludwig am 1. Dezember des gleichen Jahres ein feierliches Seelenamt und ein vierzigtägiges Gebet für die Erlösung der Seele des verstorbenen Königs aus dem Fegefeuer.
Anlässlich der Feier zum hundertjährigen Bestehen der Stadt Saarlouis und der Geburt des französischen Dauphin Louis Joseph Xavier François de Bourbon (* 22. Oktober 1781 in Versailles; † 4. Juni 1789 auf Schloss Meudon) wurde am 11. November 1781 ein Hochamt mit feierlichem Te Deum in St. Ludwig gefeiert. Die Stadt veranstaltete im Rathaus eine Feier und das Militär in der Kommandantur. Ein Freudenfeuer beschloss den Festtag. Besondere religiöse und zivile Feiern fanden in St. Ludwig anlässlich der Geburt aller königlichen Prinzen des Hauses Bourbon statt.
Im Zuge der Französischen Revolution erfolgte eine Verfolgung von Klerikern. Die Stadt erhielt am 22. Juli 1793 aus antiroyalistischen Gründen den Namen Sarre-Libre, was 1810 wieder rückgängig gemacht wurde.
Anlässlich der Krönungsfeierlichkeiten Napoleons am 2. Dezember 1804 in der Kathedrale Notre Dame de Paris zum „Kaiser der Franzosen“ beging man in Saarlouis am 6. Januar 1805 ein eigenes Fest mit Freudenfeuern auf den umgebenden Höhenlagen, Illumination der Stadt und einem feierlichen Te Deum in St. Ludwig. An den folgenden Jahrestagen des Geburtstages Napoleons (15. August) sowie an den Jahrestagen der (Selbst-)Krönung des neuen Kaisers finanzierte die Stadtgemeinde Saarlouis jeweils einem jungen Saarlouiser Mädchen, das sich mit einem Frontsoldaten verehelichte, eine Barschaft als Heiratsgut. Die diesbezüglichen kirchlichen Trauungen wurden dann in St. Ludwig vollzogen. Am Hochzeitsfest Napoleons mit Marie-Louise von Österreich im Jahr 1810 wurde sogar zwei Saarlouiser Brautpaaren die Mitgift geschenkt.
Zusätzlich mit dem Napoleonsfest des Jahres 1811 beging man in St. Ludwig ein feierliches Te Deum anlässlich der Geburt des Thronfolgers Napoleon Franz Bonaparte, der am 20. März 1811 in Paris das Licht der Welt erblickt hatte. Auch hier wurde die Saarlouiser Kirche außen prächtig illuminiert, und über dem Eingang prangte die Inschrift „Iam nova progenies coelo demittitur alto. Pacatumque reget patriis virtutibus orbem.“ (dt. Übersetzung: Schon wird ein neuer Spross hoch vom Himmel herabgesandt. Er wird über eine Erde, befriedet von den hohen Kräften seines Vaters, herrschen.) Die Verse, die sich auf die Orakelsprüche der Sibyllinischen Bücher beziehen, waren der vierten Ekloge Vergils entnommen.
Mit dem Sturz Napoleons und der Wiedereinsetzung der Bourbonen wurde in Saarlouis am 25. August 1814 wieder feierlich der Ludwigstag begangen. Während des Hochamtes in der Pfarrkirche betete man nun um die Herabsendung des göttlichen Segens auf den ins Königsamt eingesetzten Bruder des in der Revolution öffentlich geköpften Königs Ludwig XVI., Ludwig XVIII. Glockengeläut und Salutschüsse aus den Kanonenrohren der Festungsstadt flankierten die kirchliche Feier.

### Angliederung an das Königreich Preußen
Mit dem Wiener Kongress und dem Zweiten Pariser Frieden vom 20. November 1815 kam Saarlouis an das Königreich Preußen. Aus dieser Zeit stammt auch die Geschichte vom Soldaten Lacroix.
Während eines Aufenthaltes in Saarbrücken erteilte der preußische Staatskanzler Karl August von Hardenberg am 27. November 1815 dem in preußischen Diensten stehenden Oberappellationsrat Mathias Simon, der bisher in Trier als Richter fungiert hatte, die Vollmacht, das neue Gebiet unter dem Titel „Großherzogtum Niederrhein“ dem Königreich Preußen anzugliedern. Die französische Garnison verließ am 1. Dezember 1815 die Stadt, und das weiße Lilienbanner der Bourbonen wurde vom Kirchturm von St. Ludwig herabgelassen. Die Festung Saarlouis und ihr Umland wurden von Simon am 2. Dezember 1815 im Rahmen einer Feier in St. Ludwig mit dem Absingen des Gebetes „Salvum fac regem“, diesmal bezogen auf den Herrscher Preußens, in Besitz des Königs Friedrich Wilhelm III. genommen:

„Ich Endes Unterschriebener, Königlich-Preußischer Oberappelations-Rath im Grosherzogthum Niederrhein, Kraft vorstehender Vollmacht, Königlich Preußischer Kommissarius, zur Besitz-Ergreifung der von Frankreich an Preußen abgetretenen Gebiete, Oerter und Plätze, und bis zur definitiven Organisation mit der Oberverwaltung dieser Gebiete, Oerter und Plätze, beauftraget.

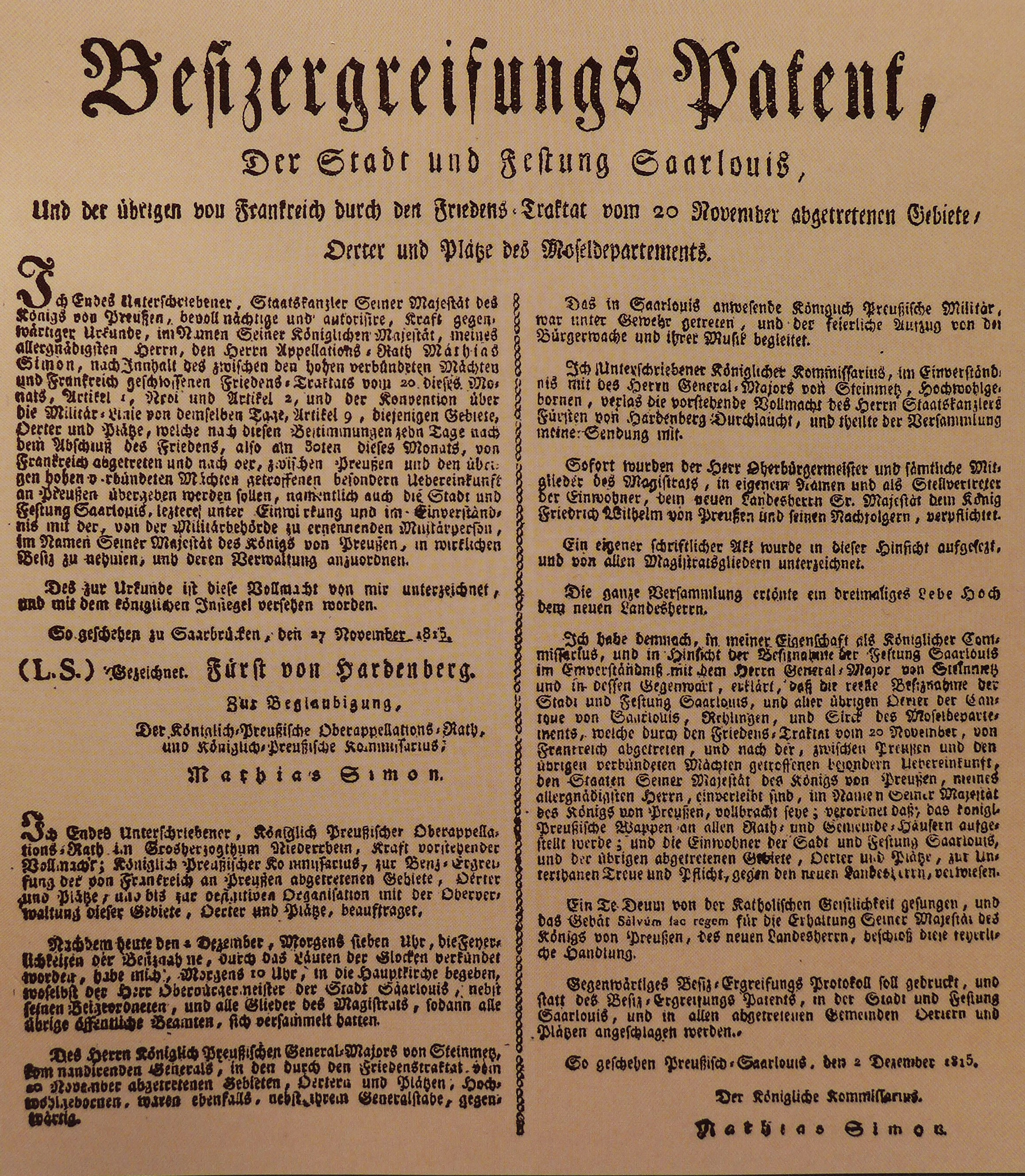
Besitzergreifungspatent der Stadt und Festung Saarlouis und der übrigen von Frankreich durch den Friedens-Traktat vom 20. November abgetrennten Gebiete, Oerter und Plätze des Moseldepartements vom 2. Dezember 1815 (Kreisarchiv Saarlouis)

Nachdem heute den 2. Dezember, Morgens sieben Uhr, die Feyerlichkeiten der Besitznahme, durch das Läuten der Glocken verkündet worden, habe (ich) mich um 10 Uhr, in die Hauptkirche begeben, woselbst der Herr Oberbürgermeister der Stadt Saarlouis, nebst seinen Beigeordneten, und alle Glieder des Magistrats, sodann alle übrigen öffentlichen Beamten, sich versammelt hatten.
Des Herrn Königlich Preußischen General-Majors von Steinmetz, kommandierenden Generals, in den durch den Friedenstraktat vom 20 November abgetretenen Gebieten, Oertern und Plätzen, Hochwohlgebornen, waren ebenfalls, nebst ihrem Generalstabe, gegenwärtig.
Das in Saarlouis anwesende Königlich Preußische Militär, war unter Gewehr getreten, und der feierliche Aufzug von der Bürgerwache und ihrer Musik begleitet.
Ich Unterschriebener Königlicher-Kommissarius, im Einverständnis mit des Herrn General-Majors von Steinmetz, Hochwohlgebornen, verlas die vorstehende Vollmacht des Herrn Staatskanzlers Fürsten von Hardenberg Durchlaucht, und theilte der Versammlung meine Sendung mit.
Sofort wurden der Herr Oberbürgermeister und sämtliche Mitglieder des Magistrats, in eigenem Namen und als Stellvertreter der Einwohner, dem neuen Landesherrn Sr. Majestät dem König Friedrich Wilhelm von Preußen und seinen Nachfolgern, verpflichtet.
Ein eigener schriftlicher Akt wurde in dieser Hinsicht aufgesetzt, und von allen Magistratsmitgliedern unterzeichnet.
Die ganze Versammlung ertönte ein dreimaliges Lebe-Hoch dem neuen Landesherrn.
Ich habe demnach, in meiner Eigenschaft als Königlicher Kommissarius, und in Hinsicht der Besitznahme der Festung Saarlouis im Einverständniß mit dem Herrn General-Major von Steinmetz und dessen Gegenwart, erklärt, daß die reelle Besitznahme der Stadt und Festung Saarlouis, und aller übrigen Oerter der Kantone von Saarlouis und Rehlingen, und Sirck des Moseldepartements, welche durch den Friedens-Traktat vom 20 November, von Frankreich abgetreten, und nach der, zwischen Preußen und den übrigen verbündeten Mächten getroffenen besondern Uebereinkunft, den Staaten Sr. Majestät des Königs von Preußen, meines allergnädigsten Herrn, einverleibt sind, im Namen Seiner Majestät des Königs von Preußen, vollbracht seye; verordnet, daß das königl. Preußische Wappen an allen Rath- und Gemeinde-Häusern aufgestellt werde; und die Einwohner der Stadt und Festung Saarlouis, und der übrigen abgetretenen Gebiete, Oerter und Plätze, zur Unterthanen Treue und Pflicht, gegen den neuen Landesherrn, verwiesen.
Ein Te Deum von der katholischen Geistlichkeit gesungen, und das Gebät Salvum fac regem für die Erhaltung Seiner Majestät des Königs von Preußen, des neuen Landesherrn, beschloß diese feyerliche Handlung.
Gegenwärtige Besitz-Ergreifungs Protokoll soll gedruckt, und statt des Besitz-Ergreifungs Patents, in der Stadt und Festung Saarlouis, und in allen abgetretenen Gemeinden, Oertern und Plätzen angeschlagen werden.
So geschehen Preußisch-Saarlouis, den 2 Dezember 1815. Der Königliche Kommissarius Mathias Simon“

Die Vereidigung der Stadtverordneten fand am 2. Januar 1816 in der Saarlouiser Stadtpfarrkirche St. Ludwig statt. Am 18. Januar 1816, dem Jahrestag der Selbstkrönung des brandenburgischen Kurfürsten Friedrich in Königsberg zum „König in Preußen“ (18. Januar 1701), wurde unter Glockengeläut und dem Absingen des Te Deums der preußische Adler an der Kommandantur angebracht.
Preußen baute die von Frankreich errichteten Festungswerke weiter aus und legten unter anderem umfangreiche Kasematten an.

#### 1848er Revolution
Im Prümer Zeughaussturm vom 18. Mai 1849 hatten sich demokratisch gesinnte Anhänger der Revolution von 1848 bewaffnet, um die Reichsverfassungskampagne militärisch zu unterstützen. Die Aktion in dem Eifelstädtchen Prüm war – wie der Iserlohner Aufstand und die weiteren Maiaufstände in der Rheinprovinz und anderen Teilen Preußens – eine Folge der Politik König Friedrich Wilhelms IV. von Preußen, der im April 1848 die Kaiserwürde und die Frankfurter Paulskirchenverfassung abgelehnt und den Preußischen Landtag aufgelöst hatte.
Der Aktion vorausgegangen war eine große Volksversammlung mit über 5.000 Teilnehmern, die am 13. Mai 1849 auf der Marienburg an der Mosel stattfand. Die Entscheidung, sich zu bewaffnen, war wesentlich beeinflusst von Karl Grün, einem linksdemokratischen Journalisten und Abgeordneten des Preußischen Landtags. Angeführt von dem Advokaten Victor Schily stürmten fünf Tage später etwa 100 Revolutionäre aus Prüm, Trier, Wittlich, Bitburg und anderen Orten der Region die Waffenkammer der preußischen Landwehr in Prüm. Sie gaben einige Schüsse ab, und einige Landwehrleute, die das Waffendepot bewachen sollten, verbrüderten sich mit ihnen. Trotz dieses Erfolgs kam es nicht zu einer revolutionären Erhebung in der Moselgegend. Karl Marx berichtete später, dass die Anführer – Victor Schily und Peter Imandt – mit den Waffen und einigen Männern in die Pfalz gezogen seien, wo sie sich der Reichsverfassungskampagne angeschlossen hätten. Nach der endgültigen Niederschlagung der Revolution im Juli 1849 seien sie in die Schweiz und anschließend 1852 nach London ins Exil gegangen.
Von den 43 Personen, die 1850 angeklagt wurden, verurteilte das Landgericht Trier sechs zu fünf Jahren Zwangsarbeit. Das Militärgericht in Saarlouis verurteilte drei Landsturmsoldaten zum Tode: Johann Manstein aus Laufeld bei Manderscheid, Anton Seilen und Nikolaus Alken aus Prüm hatten sich geweigert, auf die Revolutionäre zu schießen, weil diese ihnen bekannt waren. Am Sonntag, dem 14. Oktober 1849, wurden sie im Fort Rauch der Festung Saarlouis erschossen. Zwei der Anführer Ludwig Simon (übrigens geboren in Saarlouis, aber aufgewachsen in Trier) und Victor Schily, die nach der Niederschlagung der Reichsverfassungskampagne in die Schweiz geflohen waren, wurden 1851 in Abwesenheit zum Tode verurteilt. Karl Grün, der selbst nicht am Sturm teilgenommen hatte, wurde wegen intellektueller Beteiligung festgenommen und angeklagt, nach acht Monaten Haft aber freigesprochen.
Für die in Saarlouis füsilierten Männer wurde in der Stadtpfarrkirche St. Ludwig ein Seelenamt abgehalten. Die zahlreiche Beteiligung der Bevölkerung an der Messe kann als eine deutliche Solidaritätsbekundung mit den Hingerichteten und den Zielen der Revolution von 1848 gedeutet werden:

„Gestern Vormittag fand das für die am vorigen Sonntage füsilierten Prümer Landwehrleute veranstaltete feierliche Seelenamt in unserer Pfarrkirche Statt (sic!). Man darf wohl sagen, daß (sic!) seit langen Jahren keinem Gottesdienst so zahlreich beigewohnt wurde als diesem, da für die Tausende (sic!) von frommen Gläubigen aus allen Ständen das Gotteshaus kaum Raum genug darbot. Die Rührung war allgemein und ergreifend; für die Wittwe (sic!) und die Waisen wurde reichlich geopfert, und die Thränen (sic!) befeuchteten Blicke der frommen Theilnehmer (sic!) zeigten mehr als zur Genüge, wie nahe das traurige Loos (sic!) der Verblichenen dem Herzen ging. Nachmittags wallte fast die ganze Einwohnerschaft zu den mit Blumen geschmückten Gräbern der Erschossenen, wo mit Erlaubniß (sic!) unseres Herrn Festungs-Commandanten auch die noch hier befindlichen Prümer Landwehrleute sich betend einfanden, um daselbst für die Ruhe der Gefallenen die inbrünstigsten Gebete zum Himmel hinauf zu schicken.“

#### Kulturkampf
Im Gefolge der gescheiterten Revolution von 1848/1849 kam es überall im katholischen Milieu des Rheinlandes zu einer intensivierten Kirchlichkeit, respektive des Ordens- und Vereinslebens, mit ausgeprägt antipreußischer Stoßrichtung. Direkte Erfahrungen mit dem rigorosen Vorgehen des preußischen Staates hatten die Saarlouiser bereits mit den Reaktionen der königlichen Regierungen auf den Prümer Zeughaussturm gemacht.
Die Einführung des undemokratischen Dreiklassenwahlrechtes im Königreich Preußen (über 80 % der Bevölkerung des Landkreises Saarlouis befanden sich in der III. Klasse) goutierten der gemäßigt liberale Saarlouiser Pfarrer und Dechant Franz Hecking sowie die übrigen Pfarrer des Landkreises Saarlouis mit demonstrativen eigenen Wahlenthaltungen und einem mehr oder weniger verdeckten Aufruf zum Wahlboykott an die Bevölkerung. Die Wahlbeteiligung im katholisch geprägten Landkreis Saarlouis marginalisierte sich daraufhin im Jahr 1849 auf 7,6 %. Insgesamt vermutete das Saarlouiser Landratsamt in einem internen Gutachten vom 6. Dezember 1849 hinsichtlich der politischen Einstellung der Kleriker, dass die Geistlichkeit des Kreises hinsichtlich einer zukünftigen deutschen Reichseinigung dem katholischen Haus Habsburg-Lothringen in Wien den Vorzug gegenüber der Hohenzollerndynastie in Berlin geben würden. Infolge des Einflusses der Pfarrer würde, so die Befürchtung des Trierer Regierungspräsidenten Wilhelm Sebaldt, auf dem Lande ein systematischer Preußenhaß (sic!) erzeugt werden.
Die wachsenden Auseinandersetzungen zwischen katholischer Kirche und protestantisch orientiertem preußischen Staatswesen erreichten ihren Höhepunkt im sogenannten Kulturkampf. Die Regierung in Trier entzog am 26. November 1872 den fünf Ordensfrauen von der Kongregation der barmherzigen Schwestern, die bisher Elementarunterricht in Saarlouis erteilt hatten, die Unterrichtserlaubnis zum Schluss des Schulhalbjahres. Die Nonnen sollten durch weltliche Lehrerinnen ersetzt werden, um den Einfluss der Kirche auf die Erziehung der Kinder zu beenden. Die Saarlouiser Stadtverwaltung, die diese pädagogische Umbesetzung teurer zu stehen gekommen wäre, konnte die Abberufung der Ordensschwestern und die Abschaffung der katholischen Konfessionsschule durch mehrere Gesuche bis zum 1. April 1876 hinauszögern. Die verschiedenen Kulturkampfgesetze betrafen besonders die katholische Geistlichkeit. So wurden in der Umgebung von Saarlouis Pfarrer Gondorf in Ittersdorf und Kaplan Imand aus Dillingen verhaftet und schließlich aus dem Deutschen Reich ausgewiesen. Ebenso wurde der Trierer Bischof Matthias Eberhard im Jahr 1874 inhaftiert und anschließend zu einer Geldstrafe von 130.000 Goldmark sowie einer neunmonatigen Gefängnisstrafe verurteilt. Eberhard starb sechs Monate nach seiner Haftentlassung auf dem Höhepunkt des Kulturkampfes. Zum Zeitpunkt seines Todes waren 250 Priester vor Gericht gestellt worden und 230 Pfarreien seiner 731 Pfarreien umfassenden Diözese vakant. In einer Ergebenheitsadresse richteten sich die Saarlouiser Katholiken an den inhaftierten Bischof:

„Wir wollen der Lehre unserer heiligen Kirche gemäß mit unbegrenztem Vertrauen auf Gottes heiligen Ratschluß täglich in eifrigem Gebete das baldige Ende der über unsere hl. Mutter verhängten Prüfungen erflehen und mit christlicher Geduld die Zeit erwarten, in welcher es dem Allmächtigen gefallen wird, diese Prüfungen zu beenden. Nichts aber vermag uns abtrünnig zu machten von dem Glauben unserer Väter, von unserer hl. römisch-katholischen Kirche, unserem hl. Vater Papst Pius IX., von Ihnen, Hochwürdigster Herr Bischof, unserem rechtmäßigen Hirten und den mit Ihnen in Gemeinschaft verbleibenden Priestern.
Mit unserer Trauer vereinigt sich der Jubel über die Ihnen von Gott zu Teil gewordene Gnade, für Ihn Gefangenschaft erleiden zu dürfen, und es ist unsere feste Zuversicht, daß der Allerhöchste Ihre Fesseln ebenso brechen wird, wie er selbst am heutigen Tage siegreich aus dem Grabe auferstanden ist. Es verharren im Gebet für Eure Bischöfliche Gnaden in tiefster Ehrfurcht
Saarlouis, am hl. Osterfest des Jahres 1874.
(Es folgen 410 Unterschriften)“

Um dem katholischen Protest publizistisch zusätzliches Gehör zu verschaffen, gründete man am 31. Mai 1872 in Saarlouis die „Aktiengesellschaft für katholische Interessen“, die den Zweck hatte, ein katholisches Publikationsorgan herauszugeben. Am 1. Oktober 1872 erschien die von der Aktiengesellschaft herausgegebene „Saar-Zeitung“ und wurde umgehend durch die königlich-preußische Polizei beschlagnahmt. Im Jahr 1873 verlangte die preußische Regierung in Trier, dass alle Pfarrer, die der Aktiengesellschaft angehörten, ihre Anteile zurückgeben müssten. Dies wurde allerdings einhellig abgelehnt.
Dem Saarlouiser Kaplan Stein wurde in den Jahren 1877 bis 1880 das Recht zur Erteilung von Religionsunterricht entzogen. Über Dechant Hecking hatte man aufgrund des sogenannten Brotkorbgesetzes in den Jahren von 1875 bis 1881 eine Gehaltsperre verhängt, um die Anerkennung der Kulturkampfgesetze zu erzwingen. Aus Protest gegen diese staatliche Maßnahme übernahmen die Pfarrangehörigen von St. Ludwig durch freiwillige Spenden die Besoldung des Pfarrers. Im Jahr 1876 verbot die preußische Regierung der Saarlouiser Stadtverwaltung die seit dem Jahr 1845 üblichen Zahlungen eines Gehaltszuschusses für die Kapläne an St. Ludwig. Gegen diese Verordnung klagte die Pfarrei vor dem Saarlouiser Friedensgericht. Das Gericht gab der Klage der Pfarrei statt. Daraufhin musste die staatliche Verfügung aufgehoben werden und die Stadt zahlte wieder an Pfarrer und Kapläne Zuschussgelder (472,50 Mark p. a.). Im Gegenzug überwies die Pfarrgemeinde jährlich 600 Mark aus der Kirchenkollekte an die kommunale Armenkasse. Erst im Jahr 1886 konnte die katholische Konfessionsschule im Gefolge der sogenannten „Friedensgesetze“ wieder eingeführt werden.

#### Eingemeindung Rodens
Im Jahr 1907 wurde das bis dahin eigenständige Roden nach Saarlouis eingemeindet und erhielt die Bezeichnung Saarlouis 2 (bis 1936).

### Saargebiet und Zweiter Weltkrieg

Sechsschartenturm eines Bunkers aus dem Zweiten Weltkrieg im Stadtteil Fraulautern

Nach dem Ende des Ersten Weltkriegs 1918 wurde Saarlouis von Frankreich besetzt. Das Saargebiet kam unter die Verwaltung des Völkerbundes und wurde ins französische Zollgebiet eingegliedert. Während dieser Zeit wurde in Saarlouis eine der ersten Domanialschulen des Saarlandes eingerichtet. Vom 1. Februar 1934 an bis zur Saarabstimmung unterrichtete hier Heinrich Rodenstein.
Nach der Volksabstimmung vom 13. Januar 1935 wurde das Saargebiet zum 1. März 1935 wieder Teil des Deutschen Reichs. Zwischen der Machtergreifung der Nationalsozialisten 1933 im Deutschen Reich und der Volksabstimmung 1935 wurden Saarlouis und Umland zum wichtigen Drehpunkt für das Einschleusen von Widerstandsliteratur ins Deutsche Reich.
Aus Angst vor Verfolgung im Dritten Reich flüchteten um 1935 viele der 364 Saarlouiser Bürger jüdischen Glaubens vor allem ins umliegende Ausland. Etwa hundert von ihnen wurden im Rahmen der nationalsozialistischen Verfolgung ermordet. Die bereits im Jahr 1828 eingeweihte Synagoge wurde in der Reichskristallnacht 1938 verwüstet und anschließend bis um 1963 noch als Lager und Schreinerei genutzt.
Saarlouis wurde am 13. Januar 1936, dem ersten Jahrestag der Volksabstimmung, in Saarlautern umbenannt. Die Namensform Saarlautern war bereits 1935 von Adolf Hitler auf Wahlkampfkundgebungen als antifranzösische Provokation benutzt worden. Im Deutschen Reich wurden nach der Ruhrbesetzung 1923 und in der NS-Zeit ab 1933 zahlreiche – speziell französische – Begriffe und Ortsnamen eingedeutscht.
Am 1. April 1936 erfolgte die Eingemeindung von Fraulautern, Lisdorf, Pikard und Schönbruch.
1938 wurden in den Stadtteilen Fraulautern und Roden Teile des Westwalls gebaut. Auf der französischen Seite war zuvor die Maginot-Linie gebaut worden.
Nach dem Kriegsausbruch (1. September 1939) wurde die Stadt, die in der Roten Zone lag, evakuiert. Man fürchtete Angriffe Frankreichs, das wegen des Bündnisses mit Polen nach dem Überfall auf Polen dem Deutschen Reich am 3. September 1939 den Krieg erklärt hatte. Es kam aber zum sogenannten Sitzkrieg; auf diesen folgte ab dem 10. Mai 1940 der Westfeldzug. Dieser endete nach wenigen Wochen mit einem Sieg der Wehrmacht; der Waffenstillstand von Compiègne am 22. Juni 1940 war de facto eine Kapitulation Frankreichs. Die Stadt grenzte seitdem an von Deutschland besetztes Territorium (siehe Landkarte).
Der Zweite Weltkrieg hinterließ deutliche Spuren in Saarlouis. Bereits 1942 verwechselte die Royal Air Force (RAF) bei einem ihrer nächtlichen Luftangriffe auf Großstädte des Deutschen Reichs Saarlouis mit Saarbrücken; die Stadt erlitt starke Schäden. Bei dem Angriff verwendete die RAF erstmals Markierungsbomben. Im Herbst 1944 wurde die Stadt von Hitler zur „Zitadelle Saarlautern“ erklärt. Beim Näherrücken der Front wurde Saarlouis evakuiert.
Zwischen Dezember 1944 und März 1945 gab es zahlreiche Gefechte zwischen Deutschen und Amerikanern, bei der die Kontrolle der Stadt mehrfach wechselte. Artilleriebeschuss zerstörte große Teile der historischen Innenstadt, der Häuserkampf tat ein Übriges. Luftangriffe trafen vor allem Fraulautern sowie Flächen in der Nähe der Bahnanlagen von Roden.
Im Zuge der Operation Undertone (eine Operation der 7. US-Armee und der 1. Französischen Armee vom 15. bis zum 24. März 1945) gewannen die Alliierten endgültig die Oberhand. Zuvor hatte noch das Unternehmen Nordwind vom 31. Dezember 1944 bis 25. Januar 1945 im Elsass und in Lothringen die militärische Lage um Saarlouis beeinflusst (es war die letzte Offensive deutscher Streitkräfte an der Westfront; sie stand in Zusammenhängen mit der Ardennenoffensive).
Nach der endgültigen Eroberung durch die Amerikaner wurde das Saargebiet durch Frankreich besetzt, das anfänglich auch eine Annexion anstrebte. Als eine der ersten Amtshandlungen ordnete Regierungspräsident Hans Neureuter am 14. Juli 1945 die Wiederherstellung des geschichtlich begründeten Namens an, sodass die Stadt Saarlautern nun wieder den Namen Stadt Saarlouis trug.

### Nachkriegszeit
In der Nachkriegszeit war Saarlouis Teil des Saarstaates.
1968 zog das letzte französische Truppenkontingent ab. Seit 1972 ist Saarlouis Garnisonsstadt der Bundeswehr. In der Graf-Werder-Kaserne sind der Stab sowie weitere Teile der Luftlandebrigade 1 („Saarland-Brigade“) stationiert.

#### Stadtjubiläum
1980 feierte Saarlouis seinen 300. Geburtstag. Zu diesem Anlass schrieb Alfred Gulden das Theaterstück Saarlouis 300.

#### Eingemeindungen
Am 1. Juli 1970 wurde die bis dahin selbstständige Gemeinde Neuforweiler eingegliedert.

### Einwohnerentwicklung
| Saarlouis: Einwohnerzahlen von 1970 bis 2024                     | Saarlouis: Einwohnerzahlen von 1970 bis 2024 | Saarlouis: Einwohnerzahlen von 1970 bis 2024 | Saarlouis: Einwohnerzahlen von 1970 bis 2024 | Saarlouis: Einwohnerzahlen von 1970 bis 2024 |
| ---------------------------------------------------------------- | -------------------------------------------- | -------------------------------------------- | -------------------------------------------- | -------------------------------------------- |
| Jahr                                                             |                                              |                                              |                                              | Einwohner                                    |
| 1970                                                             | 1970                                         |                                              | 39.016                                       | 39.016                                       |
| 1980                                                             | 1980                                         |                                              | 38.733                                       | 38.733                                       |
| 1990                                                             | 1990                                         |                                              | 38.160                                       | 38.160                                       |
| 2000                                                             | 2000                                         |                                              | 38.182                                       | 38.182                                       |
| 2010                                                             | 2010                                         |                                              | 37.136                                       | 37.136                                       |
| 2020                                                             | 2020                                         |                                              | 34.409                                       | 34.409                                       |
| 2024                                                             | 2024                                         |                                              | 37.667                                       | 37.667                                       |
| Quelle(n): Fortschreibung des Statistischen Amtes des Saarlandes |                                              |                                              |                                              |                                              |

## Politik
Die politische Verwaltung der Stadt Saarlouis befindet sich im Rathaus Saarlouis am Großen Markt.

### Stadtrat
Der Stadtrat mit 45 Sitzen setzt sich nach der Kommunalwahl vom 9. Juni 2024 wie folgt zusammen:
- CDU: 17
- SPD: 16
- AfD: 6
- GRÜNE: 3
- FDP: 1
- FW: 1
- LINKE: 1

### Bürgermeister
(Quellen)
- 1680–1710: Thomas de Choisy (Gouverneur der Festung Saarlouis)[40]

Maire oder Burguemestre
- 1683–1710: Ferdinand Heil[41][42]
- 1745–1765: Pierre Joseph Gouvy[43]
- 1780–1790: Michel Souty[44]
- 1799: François Souty[45]
- 1800: Michel Reneauld[46]
- 1802–1812: François Souty[45]
- 1812–1826: Michel Reneauld[46]
- 1827–1829: Jakob Klein
- 1830–1857: Paul Franz-Charmois (Charmoy)
- 1857–1872: Friedrich Franz Trablé
- 1877–1904: Josef Titz[47]
- 1904–1906: Heinrich Hellenbroich
- 1906–1918: Karl August Kohlen
- 1918–1919: Peter Gilles („Dr. Gillen“)[48]
- 1919–1920: Jacob Hector[48]
- 1920–1936: Johann Josef Latz[49]
- 1936–1938: Franz Schubert (NSDAP)
- 1938–1945: Josef Christoph Ullenberger
- 1945: Franz Blass, kommissarisch
- 1946–1949: Walter Bloch[50][51]
- 1949–1956: Anton Merziger (CVP)[50]
- 1956: Verwalter Gladel (Verwalter 4 Monate)[50]
- 1956–1967: Hubert Schreiner (CDU)[50]

Ab 1974: Oberbürgermeister
- 1967–1987: Manfred Henrich (SPD)[52]
- 1987–1997: Richard Nospers (SPD)
- 1997–2005: Hans-Joachim Fontaine (CDU)
- 2005-2017: Roland Henz (SPD)
- 2018–2024: Peter Demmer (SPD)
- 2024– : Marc Speicher (CDU)

Bei der Oberbürgermeisterwahl am 23. Juni 2024 wurde der CDU-Kandidat Marc Speicher mit 52,75 % der abgegebenen Stimmen zum neuen Oberbürgermeister gewählt. Er setze sich in der Stichwahl gegen Florian Schäfer (SPD) durch, auf den 47,25 % entfielen.

### Wappen

Wappen von Saarlouis 1683–1937, seit 1945
Wappen von Saarlautern 1937–1945

Blasonierung: „Unter blauem Schildhaupt, darin balkenweise drei goldenen Lilien, in Silber oben links eine rechts und unten von einem silbernen Wolkenband umgebene goldene Sonne mit 23 schwarzen Strahlen, 12 die Wolke bzw. Schildrand und -haupt berührend. – Im Oberwappen ein purpurnes Spruchband, darin in goldenen lateinischen Majuskeln die lat. Devise „Dissipat atque fovet“ („Sie zerstreut und erwärmt“), erhöht um eine dreizinnentürmige goldene Mauerkrone, daraus wachsend zwei zugewandte goldene Lorbeerzweige (oben offener goldener Lorbeerkranz) mit nach außen abwehenden blauen Bändern am unteren Ende, den Schild umgebend als oben offener Kranz zwei grüne Lorbeerzweige mit je 10 roten Früchten, unten mit einer blauen Schleife zusammengebunden.“
Wappenerklärung: Macht und Weisheit des Sonnenkönigs (symbolisiert durch die Sonne) befreien seine Untertanen von Sorgen (Wolken). Die goldenen Lilien (Haus Bourbon), die Sonne mit Wolken und die Devise verweisen auf Ludwig XIV. als Sonnenkönig und Stadtgründer.
Das älteste, von Ludwig XIV. von Frankreich im Jahre 1683 verliehene, kommunale Wappen im Saarland hat das Wappen aus der NS-Zeit (vom 13. Januar 1937) – in Rot über rotgefugten silbernen Zinnenmauer ein silberner, gestümmelter lothringischer Adler, auf der Brust belegt mit einer roten Raute, darin ein silbernes Hakenkreuz – überstanden.

### Städtepartnerschaften
- Saint-Nazaire (Frankreich), seit 1969
- Eisenhüttenstadt (Deutschland, Brandenburg), seit 1986 (erste deutsch-deutsche Partnerschaft)
- Matiguás (Nicaragua), seit 1986 (projektbezogene Städtepartnerschaft)
- Bochnia (Salzberg) (Polen), seit 1. Juni 2001 (Städtepartnerschaft des Landkreises)

## Kultur und Sehenswürdigkeiten

### Museen
- Stadtmuseum
- Museum Haus Ludwig
- Kunstmuseum

### Sehenswürdigkeiten

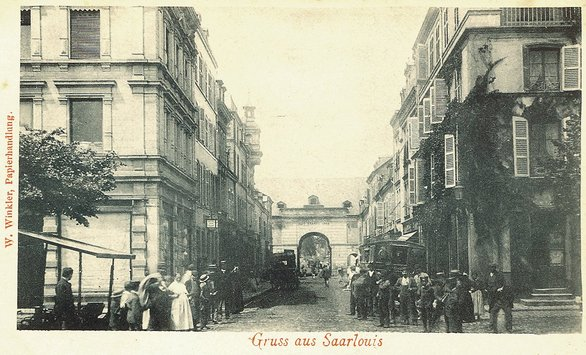
Blick vom Großen Markt in die Deutsche Straße, 1890; An der Stelle des rechten Eckgebäudes steht heute das Rathaus.

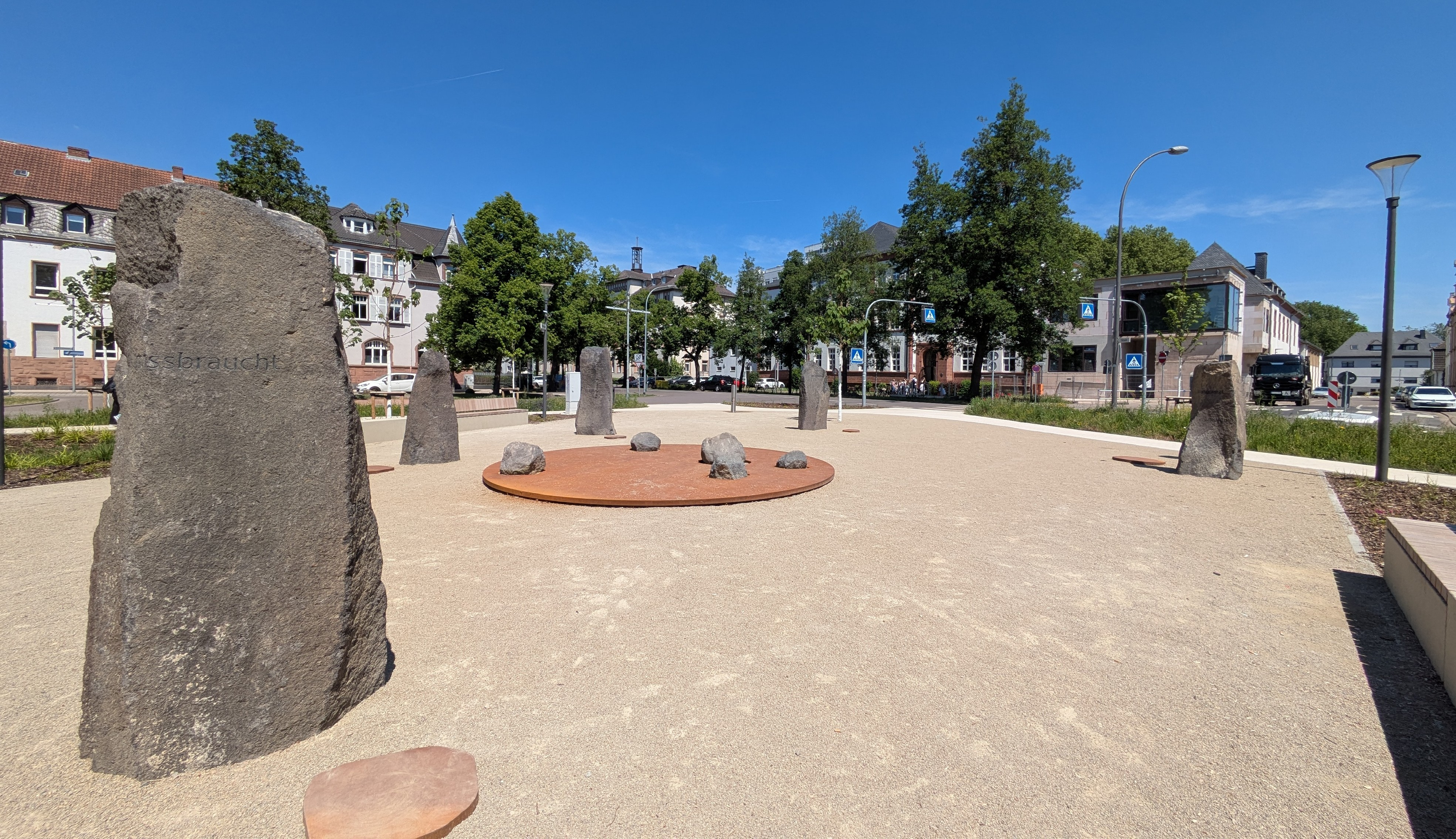
2024 neu gestalteter Gutenbergplatz

- 2024 neu gestalteter GutenbergplatzGroßer Markt (ehemaliger Exerzierplatz) mit alter Kommandantur im Stil des Barock aus den Jahren 1680–1683. Er ist an den Platzecken mit vier Trinkwasserbrunnen aus dem 19. Jahrhundert ausgestattet. Der Große Markt dient heute als Park- und nach wie vor als Marktplatz. Er wurde zwischen 1680 und 1690 errichtet. Die Architekten waren Sébastien le Prestre de Vauban und Thomas de Choisy.
Am Großen Markt wird besonders deutlich, dass die Stadt auf dem Reißbrett entworfen wurde: Die Diagonalen verlaufen genau in Nord-Süd bzw. Ost-West-Richtung. Der von einer doppelten Platanenallee umgebene quadratische Platz war Mittelpunkt der Festung. Er besitzt auch heute noch eine zentrale Funktion. In französischer Zeit hieß er Place d’Armes und diente als Parade- und Exerzierplatz. Im Laufe des 19. Jahrhunderts veränderte sich der Große Markt. 1889 begann die Entfestigung der Stadt. Bereits damals verlor der Große Markt seine Geschlossenheit und Harmonie. Die Fontäne in der Mitte verschwand, die Eckbrunnen wichen den Steinobelisken. Die Gebäude, die den großen Markt umgaben, wurden saniert. Ursprünglich waren nur zwei der Marktviertel mit einem Kopfsteinpflaster versehen, während die beiden anderen Karrees zunächst unbefestigt blieben. Seine einheitliche Hartdecke aus großen quadratischen Betonplatten erhielt der Große Markt erst 1937. Zu dieser Zeit hieß der Große Markt Adolf-Hitler-Platz. Der Marienbrunnen wurde 1956 errichtet. Die Idee dazu entstand 1953 im Marianischen Jahr. In den letzten Jahrzehnten konnte sich die moderne Architektur am Großen Markt etablieren. Heutzutage dient der vormalige Paradeplatz als Parkplatz. Mit einer Größe von 10.000 Quadratmetern war er gegenüber der übrigen Fläche der damaligen Festungsstadt stark überdimensioniert. Hierin spiegelt sich die übergeordnete militärische Bedeutung wider, die Saarlouis zur Zeit seiner Gründung hatte. Die geordnete Weitläufigkeit, die den Paradeplatz aus der verwinkelten Enge der Wohnviertel heraushob, machte diesen zwangsläufig zu einem Wahrzeichen der Stadt. Die geometrische Klarheit und weitläufige Ordnung des Marktes üben eine Faszination aus. Als Teil eines geometrisch vollkommenen Gesamtkunstwerks hatten die Festungsbaumeister Vauban und Choisy die Place d’Armes konzipiert und als Herzstück in das königliche Sechseck der Festung Saarlouis eingefügt. Vom Großen Markt gingen die Deutsche und die Französische Straße ab, die an den Befestigungsanlagen jeweils durch einen Torbau führten. Überreste des Deutschen Tors sind erhalten, das Französische Tor wurde vollständig beseitigt. Im Jahr 2024 wurde der Gutenbergplatz als Mahnmal gegen Hass und Diskriminierung und zur Erinnerung an Samuel Kofi Yeboah neu gestaltet.

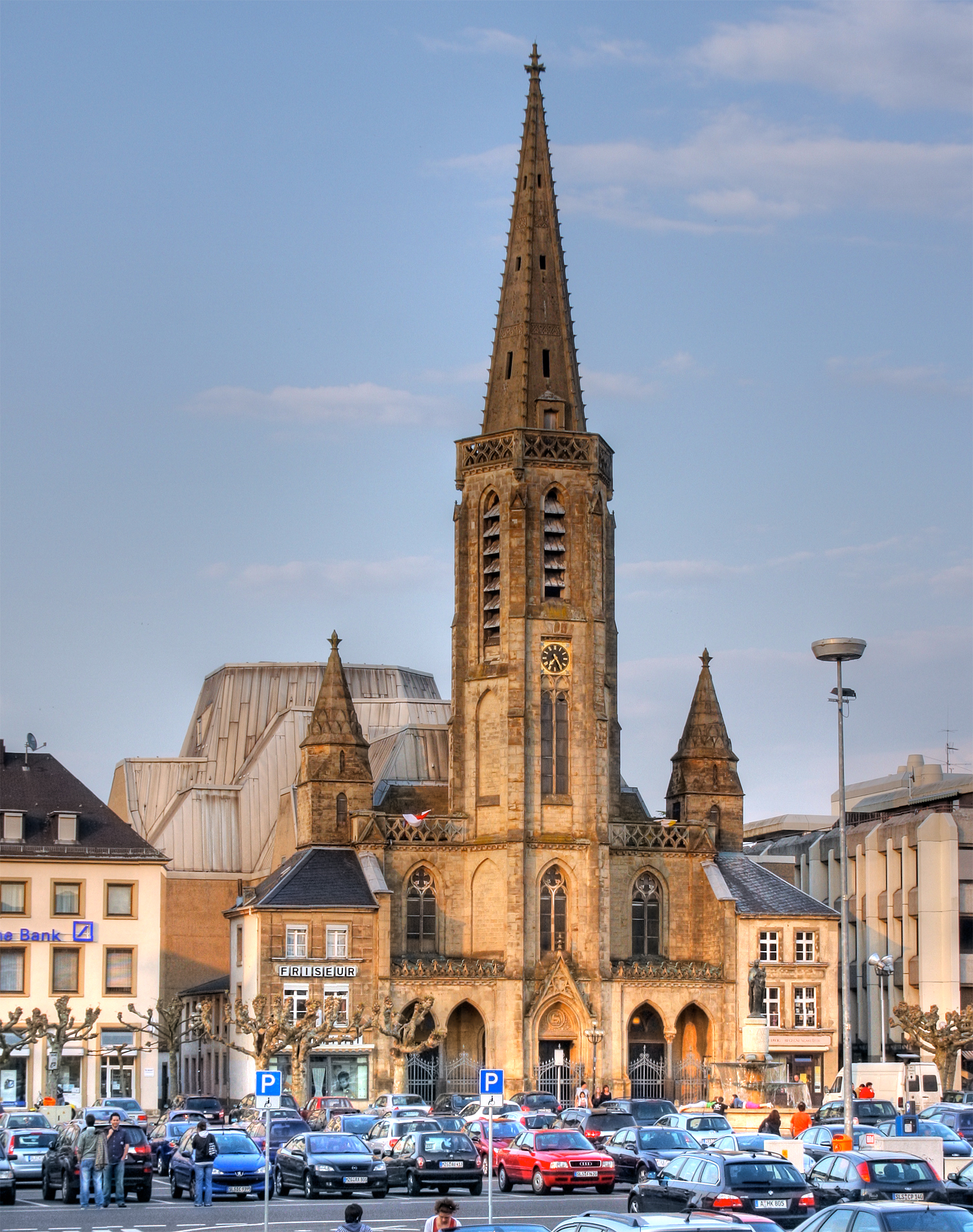
St. Ludwig

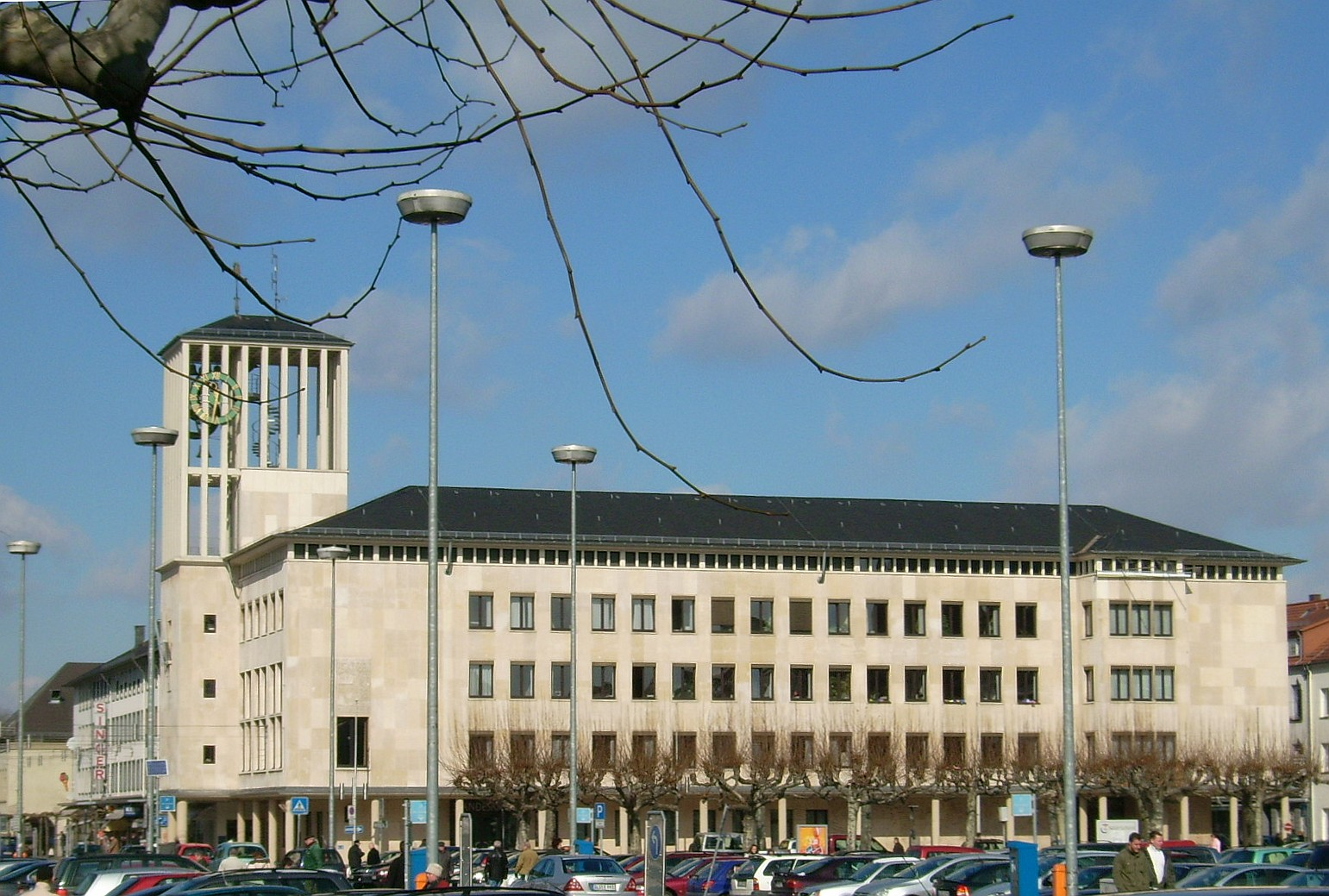
Rathaus

- Katholische Pfarrkirche St. Ludwig am Großen Markt, ursprünglich im Jahr 1685 gebaut, aber regelmäßig von Katastrophen heimgesucht, wie in einer in der Kirche aushängenden Dokumentation nachzulesen ist. Im 19. Jahrhundert und im 20. Jahrhundert stark umgebaut. Das Kirchenschiff aus dem Jahre 1970 wurde vom Architekten Gottfried Böhm entworfen und in Sichtbeton ausgeführt.
- Evangelische Kirche, erbaut 1904–1906 nach Plänen von Carl Schlück. Der Kirchenbau steht auf der ehemaligen Bastion V an der Kaiser-Wilhelm-Straße und weist Elemente der deutschen Renaissance auf. Im Garten befindet sich ein von Konfirmanden der Gemeinde angelegtes begehbares Labyrinth, das öffentlich zugänglich ist. Zwei Eichen in diesem Garten wurden 1910 aus Eicheln der Luthereiche in Wittenberg gezogen; auch weiteren Exemplaren aus dem alten Baumbestand werden historische Hintergründe zugesprochen.
- Marienbrunnen aus dem Jahr 1956
- Rathaus Saarlouis aus den Jahren 1951–1954 mit Geschichtsfries und dem Gobelinsaal mit Ausstattung aus dem 17./18. Jahrhundert
- Reste der von Sébastien Le Prestre de Vauban entworfenen Festungsanlagen
- Saar-Altarm (mit Vauban-Insel mit den Denkmälern des Marschall Ney und des Soldaten Lacroix) und Stadtgarten
- Altstadt mit dem Geburtshaus des Michel Ney in der Bierstraße und einer lebendigen Kneipenszene
- Das Canisianum, dessen Saarlouiser Tradition bis zum Jahr 1691 reicht
- Das Kreisständehaus, Kaiser-Wilhelm Straße 4–6, das Elemente der Neorenaissance und auch des Neobarocks nach französischen Vorbildern aufweist (z. B. Stuckelemente im Gebäude), wurde 1894–1895 erbaut. Ursprünglich befanden sich im Hochparterre Büroräume und Sitzungssäle der Stadtverwaltung, die Räume im Obergeschoss wurden als Dienstwohnung des Landrats genutzt.
Die Fassade des Hochparterres ist komplett mit rotem Sandstein verblendet, während die Obergeschoss-Fassade weiß verputzte Flächen zwischen Sandstein-Gliederungen zeigt. Die Fensterformate wechseln von rundbogigen Öffnungen unten zu rechteckigen im Obergeschoss. In der Mittelachse des Gebäudes tritt sandsteinerner Balkon hervor, dessen vier Säulen mit Kompositkapitellen an die Traufe anschließen. Heute enthält das Kreisständehaus Abteilungen des Amts für Schulen, Kultur und Sport, außerdem die Kreisbibliothek, das Kreisarchiv und die Kreisbildstelle, den Sitzungssaal für Ausschusssitzungen des Kreistags und die Fraktionszimmer.
- Kaserne X (10)
Zur Datierung der Kaserne X liegen unterschiedliche Angaben vor: Eine Quelle gibt das Jahr 1831, eine andere den Zeitraum zwischen 1832 und 1833 an. Das bis heute erhaltene Gebäude wurde parallel zum Verlauf der Festungsmauer in unmittelbarer Nähe zu den früheren Kasernen II und III an der Kavalleriestraße errichtet. Der durch stark ausgeprägte Pilaster gegliederte zweigeschossige Bau entstand im klassizistischen Stil. Der dreigeschossige Mittelbau tritt gegenüber den beiden Flügeln, die über je sechs Fensterachsen verfügen, etwas vor. Die drei Vertikalachsen des Mittelbaus münden in einem breiten Dreiecksgiebel. Im Inneren ist das Gebäude in viele kleine Räume geteilt, wie es für Kasernen üblich war und ist. Die Räume befinden sich sowohl auf der Vorder- als auch auf der Rückseite und sind durch einen Gang in der Mitte des Gebäudes voneinander getrennt. Hierbei ist die Grundfläche aller Räume fast identisch. Von außen lässt sich erkennen, dass das Gebäude 50:50 aufgebaut ist. Hierbei stellen Erdgeschoss und 1. Stock die eine Hälfte und das Dach die zweite Hälfte der Gesamthöhe dar. An der Fassade kann man durch die Abgrenzung von Säulen die Breite der inneren Räume erkennen. Bereits 1880 befand sich auf dem Gelände der Kaserne X ein kleiner Brauereibetrieb. Nach dem Ersten Weltkrieg begann eine vielfältige Nutzungsgeschichte mit vielen verschiedenen Unternehmen. In den 1960er Jahren war eine Lebensmittelgroßhandlung in den Räumen der Kaserne X ansässig. Die weitere Nutzung veränderte sich häufig.
- Der Katerturm wurde im Vorfeld der Abstimmung über das Saar-Statut 1955 errichtet und sollte eigentlich nur kurze Zeit stehen bleiben. 2001 wurde jedoch seine Sanierung beschlossen, die 2008 vollendet wurde.
- Der Alte Friedhof liegt südlich der Walter-Bloch-Straße (vormals Von-Lettow-Vorbeck-Straße) und wurde 1773 angelegt. Er ist ca. 300 m lang und hat eine Fläche von 1,7 Hektar.

### Kirchen und religiöse Gemeinschaften
Bedingt durch die historische Prägung der Region durch das Erzbistum und Kurfürstentum Trier, das Herzogtum Lothringen und das Königreich Frankreich sowie die nahegelegenen historischen Klöster in Wallerfangen und Wadgassen ist die Kirchengeschichte und Gegenwart von Saarlouis hauptsächlich katholisch orientiert. Es gibt in allen Stadtteilen katholische Kirchen. Protestanten siedelten sich vor Ort erst nach dem Übergang der Stadt an das Königreich Preußen an. Seitdem entstand auch eine evangelische Kirche. Daneben existieren auch eine neuapostolische Kirche sowie eine Freie evangelische Gemeinde.
Zur Geschichte der Kirchen und Klöster der Stadt Saarlouis siehe:
Katholische Kirchen
- St. Apollonia-Kapelle (Fraulautern)
- Canisianum (Saarlouis)
- Christkönig (Roden)
- St. Crispinus und Crispinianus (Lisdorf)
- Hl. Dreifaltigkeit (Fraulautern)
- St. Johannes (Steinrausch)
- St. Josef (Fraulautern-Kreuzberg)
- St. Ludwig (Saarlouis)
- Mariä Himmelfahrt (Roden)
- St. Marien (Picard)
- St. Medardus (Neuforweiler)
- St. Peter und Paul (Beaumarais)

Evangelische Kirche
- Evangelische Kirche (Saarlouis)

### Sport
Saarlouiser Vereine in oberen Spielklassen:
- 1. Bundesliga Jazz- und Moderndance: „autres choses“ (TSC Blau-Gold Saarlouis, bis 2020)
- 2. Bundesliga Süd-Ost Jazz- und Moderndance: „performance“ (TSC Blau-Gold Saarlouis, bis 2020)
- Damen-Basketball-Bundesliga: TV Saarlouis „Royals“
- Herren-Basketball Regionalliga: SG Saarlouis/Dillingen Basketball „Sunkings“
- 2. Damen-Basketball Bundesliga: SG Saarlouis/Dillingen Basketball „Diamonds“
- Handball-Regionalliga: HG Saarlouis (ehemals SC Lisdorf + DJK Roden)
- 1. Baseball-Bundesliga: Saarlouis Hornets

Darüber hinaus richtet der STC Blau-Weiss Saarlouis seit 2014 jährlich das mit 10.000 US-Dollar dotierte ITF Future Saarlouis aus.

### Regelmäßige Veranstaltungen
Besonders bekannt ist die Saarlouiser Woche mit der Emmes, sie findet am ersten Wochenende im Juni statt.
Daneben gibt es das Altstadtfest, die Ludwigskirmes, am Karfreitag das italienische Passionsspiel „Via Crucis“, den Ostermarkt, das Oktoberfest, den Mantelsonntag – ein verkaufsoffener Sonntag vor Allerheiligen – und einen Weihnachtsmarkt.

## Wirtschaft und Infrastruktur

### Verkehr

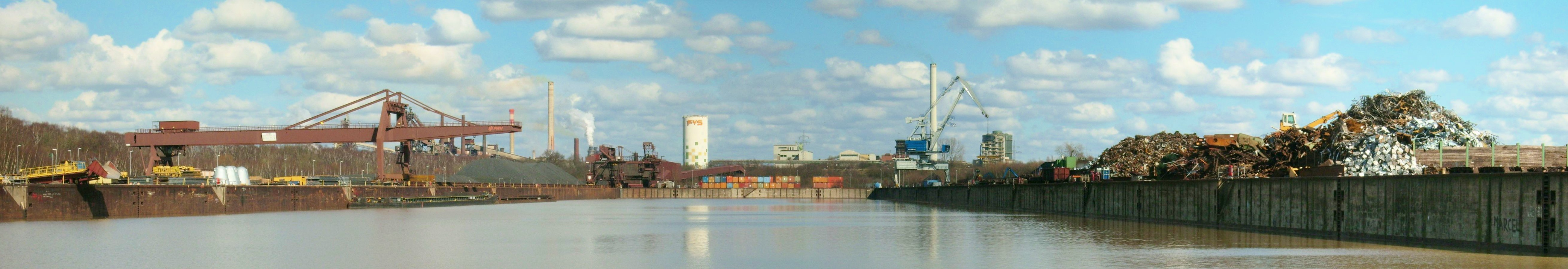
Industriehafen Saarlouis/Dillingen

Saarlouis ist über die Bundesautobahnen 8 (Perl–Bad Reichenhall) und 620 (nach Saarbrücken) und die Bundesstraßen 51 (Stuhr–Saargemünd), 269 (Longkamp–Überherrn–Felsberg (Saar)) und 405 (Thionville–Saarwellingen) an das überregionale und internationale Straßennetz angebunden.
Saarlouis ist über Saarradweg an das Radfernwegenetz angebunden. Die Stadt arbeitet an einem Radverkehrskonzept, welches die Radinfrastruktur in der Stadt verbessern soll.
Die Stadt verfügt mit Saarlouis Hauptbahnhof über eine Station an der Bahnlinie Saarbrücken–Trier. Von dort aus sind mit Regionalzügen neben den in der Bahnstrecke genannten Städten auch Kaiserslautern und Koblenz erreichbar. In der Vergangenheit bestand ein umfangreiches Netz von Straßen- und Kleinbahnen im Kreis Saarlouis. Heute wird der ÖPNV in erster Linie von den Kreisverkehrsbetrieben Saarlouis mit Bussen durchgeführt.
Über den Hafen Saarlouis/Dillingen besteht eine Anbindung an das europäische Binnenwasserstraßennetz. 2014 betrug der Umschlag rund 3,3 Millionen Tonnen.

### Ortsansässige Unternehmen
Ab 1966 bauten die deutschen Ford-Werke im neuen Industriegebiet Röderberg ein großes Automobilwerk, das ab 1970 den Ford Escort fertigte. Aktuell (2020) wird dort das Modell Ford Focus gefertigt. Das Werk ist mit rund 5000 Beschäftigten einer der größten Arbeitgeber der Region, dazu kommen 2.000 Arbeitsplätze bei den umliegenden Zuliefererbetrieben. Davon sind 14 direkt im Industriepark Saarlouis oder in der Nähe ansässig. Bedeutende Zulieferbetriebe sind Ferrostaal Automotive, Benteler, Faurecia, Lear, HL Logistics und Tenneco.
Weitere bedeutende Unternehmen sind das Kaufhaus Pieper mit mehreren Gebäuden in der Innenstadt sowie die Schokoladenfabrik Ludwig (Marken u. a. Trumpf, Schogetten, Mauxion) mit über 1.000 Mitarbeitern. In Saarlouis-Roden hat die DSD Steel Group GmbH, ein im Stahl- und Anlagenbau tätiges Unternehmen, ihren Sitz. Die seit 1847 bestehenden Mineralölwerke Méguin gehören seit 2006 mehrheitlich zur Liqui Moly GmbH aus Ulm und produzieren für diese u. a. die komplette Palette an Motorenölen. Die Kreissparkasse Saarlouis ging 1987 aus der Fusion zwischen der alten KSK Saarlouis und der Stadtsparkasse Saarlouis hervor. Das Vorgängerinstitut der Vereinigten Volksbank ist die Volksbank Saar-West. Die Distributa-Handelsgruppe, die circa 3.000 Mitarbeiter beschäftigte, hatte ihren Sitz im Saarlouiser Industriegebiet Metzer Wiesen. Die in der Innenstadt ansässige Donnerbräu-Brauerei war international tätig bis 1978. Im Mai 2018 lag die Arbeitslosenquote im Kreisgebiet bei 4,6 %.
Von Bedeutung ist das Industriegebiet Lisdorfer Berg unweit der deutsch-französischen Grenze, eine der größten Industrie-Ansiedlungsflächen im Südwesten Deutschlands. Zu den über 20 dort angesiedelten Unternehmen zählen u. a. der Küchenhersteller Nobilia und die Industrieholding Dr. Arnold Schäfer GmbH mit ihrer Tochter Lakal GmbH.

### Bildung
Insgesamt besuchen über 10.000 Schüler die Schulen in Saarlouis.

#### Grundschulen
(Quellen: Kreisstadt Saarlouis)
- Grund- und Ganztagsgrundschule „Im Vogelsang“ Saarlouis
- Grundschule Römerberg Roden
- Grundschule „Im Alten Kloster“ Fraulautern
- Grundschule Steinrausch
- Grundschule Prof. Ecker Lisdorf
- Grundschule in den Bruchwiesen Beaumarais

Gemeinschaftsschulen
- Gemeinschaftsschule Saarlouis „In den Fliesen“ (seit 1980)
- Gemeinschaftsschule Martin-Luther-King-Schule (seit 1950)

#### Gymnasien
- Gymnasium am Stadtgarten (seit 1691), altsprachlich und neusprachlich
- Max-Planck-Gymnasium (seit 1965), mathematisch-naturwissenschaftlich
- Robert-Schuman-Gymnasium (seit 1901), neusprachlich klassisch, bilingual, musikalisch

#### Berufsbildende Schulen
(Quelle: Kreisstadt Saarlouis)
- KBBZ Saarlouis
- TGSBBZ Saarlouis
- Krankenpflegeschule DRK-Krankenhaus Saarlouis

#### Förderschulen
(Quellen: Kreisstadt Saarlouis)
- Anne-Frank-Schule Saarlouis

#### Volkshochschule Saarlouis
Die Volkshochschule Saarlouis bietet Kurse zu den Bereichen Gesellschaft, Kunst und Kultur, Gesundheitsbildung, Sprachen sowie Arbeit und Beruf an.

#### Hochschulinstitut
Die Hochschule der Bildenden Künste Saar unterhält seit dem Jahr 1993 am Standort Saarlouis das Institut für aktuelle Kunst im Saarland. Das Institut sammelt und archiviert Daten über Künstlerinnen, Künstler und das Kunstgeschehen im Saarland. Neben der Publikationstätigkeit über Printmedien werden der Öffentlichkeit über zwei Internetlexika zur Kunst und zu Kunstschaffenden im Saarland und der Großregion Informationen zur Verfügung gestellt.

### Gerichte
Hier sind das Amtsgericht Saarlouis, das zum Landgerichtsbezirk und zum Oberlandesgerichtsbezirk Saarbrücken gehört, sowie das Verwaltungsgericht des Saarlandes und das Oberverwaltungsgericht des Saarlandes ansässig.

### Militär
In Saarlouis sitzt der Brigadestab der Luftlandebrigade 1 sowie die Luftlandepionierkompanie 260 der Bundeswehr.
Ferner hatte das Verteidigungsbezirkskommando 46 bis Ende 2006 seinen Sitz in Saarlouis. Das Einzugsgebiet des Verteidigungsbezirkskommandos ging bis an den Rhein und umfasste somit ein Gebiet von Saarbrücken bis Mainz und Ludwigshafen.
Mit der bundesweiten Aufstellung der Landeskommandos zu Beginn 2007 hat das Landeskommando Saarland (LKdo SL) seinen Sitz in der Graf-Werder-Kaserne in Saarlouis. Nach Auflösung des Kreiswehrersatzamtes im Rahmen der Bundeswehrreform wurde Saarlouis außerdem Standort eines Karrierecenters der Bundeswehr.

### Feuerwehr
Mit ihrem Gründungsjahr 1811 ist die Freiwillige Feuerwehr Saarlouis die älteste dokumentierte freiwillige Feuerwehr in der Bundesrepublik Deutschland. Sie umfasst heute die vier Löschbezirke Innenstadt, Ost, Lisdorf und West und unterhält mit 231 aktiven Mitgliedern (darunter 22 Frauen) rund 30 Einsatzfahrzeuge, mit denen sie ca. 400 Einsätze jährlich bewältigt.
Zwar könnte es eventuell ältere Feuerwehren in Deutschland geben. Im Gegensatz zur Freiwilligen Feuerwehr Saarlouis, die am 16. September 1811 gegründet wurde, können diese jedoch ihr genaues Gründungsdatum nicht belegen.

### Krankenhäuser, Seniorenheime
- Marienhausklinikum St. Elisabeth
- Krankenhaus des DRK

## Persönlichkeiten

### Ehrenbürger
- Alexander Subtil (1846–1933), Dechant[62]
- Jacob Hector (1872–1954); Bürgermeister 1919/20; Verleihung 1950
- Paul von Lettow-Vorbeck (1870–1964); deutscher Offizier; Verleihung 1956
- Johann Peter Hafner (1881–1966); Beigeordneter; Verleihung 1961[63]
- Heinrich Unkel (1888–1963), Dechant[64]
- Hubert Linster (1904–1974), Unternehmer; Verleihung 1973.
- Hans Welsch (1923–1995), Unternehmer; Verleihung 1995
- Erich Pohl (* 1929), Schulrektor; Verleihung 2013[65]
- Esther Bejarano geb. Loewy (1924–2021); deutsch-jüdische Auschwitzüberlebende; Verleihung 2014[66]
- Alfred Gulden (* 1944), Schriftsteller und Filmer, Verleihung 2019[67]

### Söhne und Töchter der Stadt
(in chronologischer Reihenfolge)
- Olry Worms de Romilly (1759–1849), französischer Bankier, Präsident des Consistoire central israélite
- Michel Ney (1769–1815), Marschall von Frankreich
- Heinrich Marx (1777–1838), Rechtsanwalt, Vater von Karl Marx
- François-Auguste Cheussey (1781–1857), Architekt
- Jean Nicolas Gannal (1791–1852), Chemiker
- Paul Bezanson (1804–1882), Reichstagsabgeordneter
- Ludwig Simon (1819–1872), Politiker
- Eugen Hermann von Dedenroth (1829–1887), Schriftsteller
- Charles-Nicolas Peaucellier (1832–1919), General, Erfinder des Inversors von Peaucellier
- Eduard von Knorr (1840–1920), Admiral der Kaiserlichen deutschen Marine und Chef des Ostasiengeschwaders
- Ernst Kuhl (1843–1911), Bau- und Maschinenbauingenieur
- Heinz Hoffmeister (1851–1894), Bildhauer, Zeichner, Maler und Schriftsteller
- Jakob Ecker (1851–1912), Theologe und Publizist
- Edmund Weisdorff (1852–1921), Generaldirektor der Burbacher Hütte
- Ernst Albert Fabarius (1859–1927), Gründungsdirektor der Deutschen Kolonialschule in Witzenhausen
- Walther von Goetze (1864–1945), Generalmajor
- Julius Söhn (1868–1943), Fotograf
- Otto Dziobek (1875–1964), deutscher Offizier
- Paul von Lettow-Vorbeck (1870–1964), General und Politiker
- Rudolf Hesse (1871–1944), Maler und Grafiker
- Maximilian Donnevert (1872–1936), deutscher Jurist und Politiker.
- Werner Tillessen (1880–1953), deutscher Marineoffizier, zuletzt Admiral im Zweiten Weltkrieg
- Bruno Weil (1883–1961), deutsch-argentinischer Rechtsanwalt, Publizist, Politiker und Schriftsteller jüdischen Glaubens
- Wilhelm Wittke (1884–1943), Wirtschaftsfunktionär
- Otto Schniewind (1887–1964), Admiral im Zweiten Weltkrieg und zeitweiliger Chef des Stabes der Seekriegsleitung
- Heinrich Welsch (1888–1976), Jurist, Regierungsbeamter und  Politiker, saarländischer Ministerpräsident
- Klaus Stein (1890–1974), Politiker, Mitglied des Hessischen Landtages
- Fritz Max Cahén (1891–1966), Journalist und Widerstandskämpfer gegen den Nationalsozialismus
- Hubert Ney (1892–1984), Politiker, 1956/57 Saarländischer Ministerpräsident
- Wilhelm Caroli (1895–1942), kath. Priester, NS-Opfer, starb im KZ Dachau
- Peter Falk (1896–1974), südwestafrikanischer Politiker, Bürgermeister von Windhoek
- Heinrich Nöldeke (1896–1955), Admiralarzt der Kriegsmarine
- Kurt Daniel (1899–1984), Ministerialbeamter
- Karl Christian Müller (1900–1975), Lyriker und Schriftsteller
- Alois Spaniol (1904–1959), NS-Politiker
- Albert-Carl Becker (1904–2000), Sportlehrer
- Paul Gerhard de Haas (1907–1976), Obstbauwissenschaftler und Hochschullehrer
- Edgar Hector (1911–1989), Jurist und Politiker
- Werner Pfromm (1915–1986), deutscher Jurist (Staatsanwalt)
- Albert Baldauf (1917–1991), deutscher Politiker (CDU), MdB
- Werner Schmitz (1919–1981), Literaturwissenschaftler und Autor der Homophilenbewegung
- Esther Bejarano (1924–2021), Überlebende des Mädchenorchesters von Auschwitz
- Gerd Biewer (1926–1981), DDR-Theater- und Filmschauspieler, Vater von Maxi Biewer
- Karl Hanus (1927–2013), Architekt
- Hans Pieper (1929–2019), Kaufmann, Vizepräsident der IHK Saarbrücken
- Clemens Kremer (1930–2000), Komponist
- Hans-Ernst Folz (1933–2016), Jurist und Hochschullehrer
- Paul B. Baltes (1939–2006), Psychologe und Alterforscher, Direktor am Max-Planck-Institut für Bildungsforschung
- Oskar Lafontaine (* 1943), deutscher Politiker
- Alfred Gulden (* 1944), Schriftsteller
- Karl-Heinz Pohl (* 1945), Sinologe und Hochschullehrer
- Rainer Rupp (* 1945), Spion
- Magdalena Grandmontagne (* 1950), Künstlerin
- Hans Jürgen Noss (* 1952), deutscher Politiker (SPD), Mitglied des Rheinland-Pfälzischen Landtags
- Manfred Spoo (* 1953), Rundfunkjournalist, Kabarettist, Schriftsteller
- Kurt Wagner (1953–2023), Laienschauspieler
- Diethelm Wallwiener (* 1954), Gynäkologe, Geburtshelfer und Onkologe
- Markus Wolfgang Büchler (* 1955), Chirurg, Direktor der Universitätsklinik Heidelberg
- Michael Lion (1956–2025), Opernsänger
- Günter Heinrich (* 1957), Politiker, Mitglied des Saarländischen Landtages
- Gerd Waschbusch (* 1959), Wirtschaftswissenschaftler und Hochschullehrer
- Peter Demmer (* 1960), Oberbürgermeister von Saarlouis
- Jörg Kaufmann (* 1960), Jazzmusiker
- Arno Strobel (* 1962), Schriftsteller
- Sabine Urig (* 1962), Schauspielerin
- Uwe Keller (* 1962), Schauspieler
- Helmut Deutsch (* 1963), Konzertorganist
- Christian Lange (* 1964), Politiker, MdB, Parlamentarischer Staatssekretär bei der Bundesministerin der Justiz und für Verbraucherschutz.
- Bernhard Groß (* 1965), Generalarzt der Luftwaffe der Bundeswehr
- Michael Wohlgemuth (* 1965), Universitätsprofessor für International Governance
- Stefanie Heiden (* 1966), Wissenschafts- und Technikmanagerin, Hochschullehrerin
- Reinhold Jost (* 1966), Politiker (SPD)
- Heiko Maas (* 1966), Politiker (SPD), ehemal. Bundesminister des Auswärtigen
- Gudula Staub (* 1968), Volleyball- und Beachvolleyballspielerin
- Silvia Incardona (* 1968), Moderatorin
- Wolfgang M. Schröder (* 1968), Professor für Philosophie, Universität Würzburg
- Adrian Becker (* 1970), Sänger, Musicaldarsteller, Schauspieler, Tänzer und Unternehmer
- Tamara Zieschang (* 1970), Politikerin (CDU)
- Karsten Morschett (* 1971), Schauspieler und Regisseur
- Anne Fleck (* 1972), Ärztin und Buchautorin
- Elisabeth Brück (* 1972), Schauspielerin
- Andreas Gergen (* 1973), Schauspieler und Regisseur
- Kristina Brodersen (* 1977), Jazzmusikerin
- Johannes Müller (* 1981), Jazzmusiker
- Raphael Schäfer (* 1981), Leichtathlet und Politiker (CDU), Mitglied im Saarländischen Landtag
- Gabriel Clemens (* 1983), Dartspieler
- Christian Pabst (* 1984), Jazzmusiker
- Marc Speicher (* 1984), deutscher Politiker (CDU)
- Kerstin Mark (* 1985), Radiomoderatorin
- Florian Schäfer (* 1986), deutscher Politiker (SPD)
- Andreas Feith (* 1987), Jazzmusiker
- Johannes Schmitz (* 1987), Jazzmusiker
- Daniel Fontaine (* 1989), Handballspieler
- Maxim Maurice (* 1989), Zauberkünstler und Moderator
- Sebastian Fanselow (* 1991), Tennisspieler
- Kevin Naßhan (* 1992), Jazzmusiker, Bigband-Leader
- Peter Hedrich (* 1993), Jazzmusiker
- Florian Müller (* 1997), deutscher Fußballspieler
- Vanessa Braun (* 1998), Leichtathletin

### Personen, die in Saarlouis wirkten
- Gustav von Rauch (1774–1841), General der Infanterie und Generalinspekteur aller preußischen Festungen, unter seiner Gesamtleitung preußischer Ausbau der Festung Saarlouis ab 1816 („Fort Rauch“)
- Heinrich Feiten (1835–1892), katholischer Geistlicher in Fraulautern, Weihbischof im Bistum Trier
- Johann Anton Joseph Hansen (1801–1875), katholischer Geistlicher in Lisdorf, linker Politiker in der Revolution von 1848 und Regionalhistoriker
- Hans Bernhard Reichow (1899–1974), Architekt und Stadtplaner der bundesdeutschen Nachkriegszeit, hat die Gemeinde Steinrausch entworfen
- Edmund Hein (1940–2022), Volkswirt und Politiker (CDU), Mitglied des Landtags von Saarland und saarländischer Finanzminister, lebte und wirkte in Saarlouis

## Sprache
Das Saarlouiser Platt („Saalouia Platt“) gehört zur moselfränkischen Dialektgruppe, die außer dem nördlichen Teil des Saarlandes im Wesentlichen Rheinland-Pfalz, Teile Lothringens und ganz Luxemburg abdeckt.